# Brooklyn Museum
 (juin 2022).
Si vous disposez d'ouvrages ou d'articles de référence ou si vous connaissez des sites web de qualité traitant du thème abordé ici, merci de compléter l'article en donnant les références utiles à sa vérifiabilité et en les liant à la section « Notes et références ».
Le Brooklyn Museum, situé au 200 Eastern Parkway dans l'arrondissement de Brooklyn, est un musée d'art, le deuxième en importance de la ville de New York, après le Metropolitan Museum of Art. Il fait partie du Cultural Institutions Group (CIG).
Le musée accueille chaque année environ 500 000 visiteurs.

## Historique
Fondé par Augustus Graham en 1895 et inauguré en 1897, le bâtiment à structure métallique a été conçu par le cabinet d'architectes McKim, Mead, and White. Sa superficie est de 52 000 m2.

## Collections
Les collections permanentes comprennent plus de 1,5 million d'objets, de l'Égypte antique jusqu'aux périodes contemporaines.

### Collection égyptienne
Plusieurs papyrus, dont le Papyrus Brooklyn 35.1446, proviennent de la collection de Charles Edwin Wilbour et ont été donnés au musée par sa veuve en 1916.

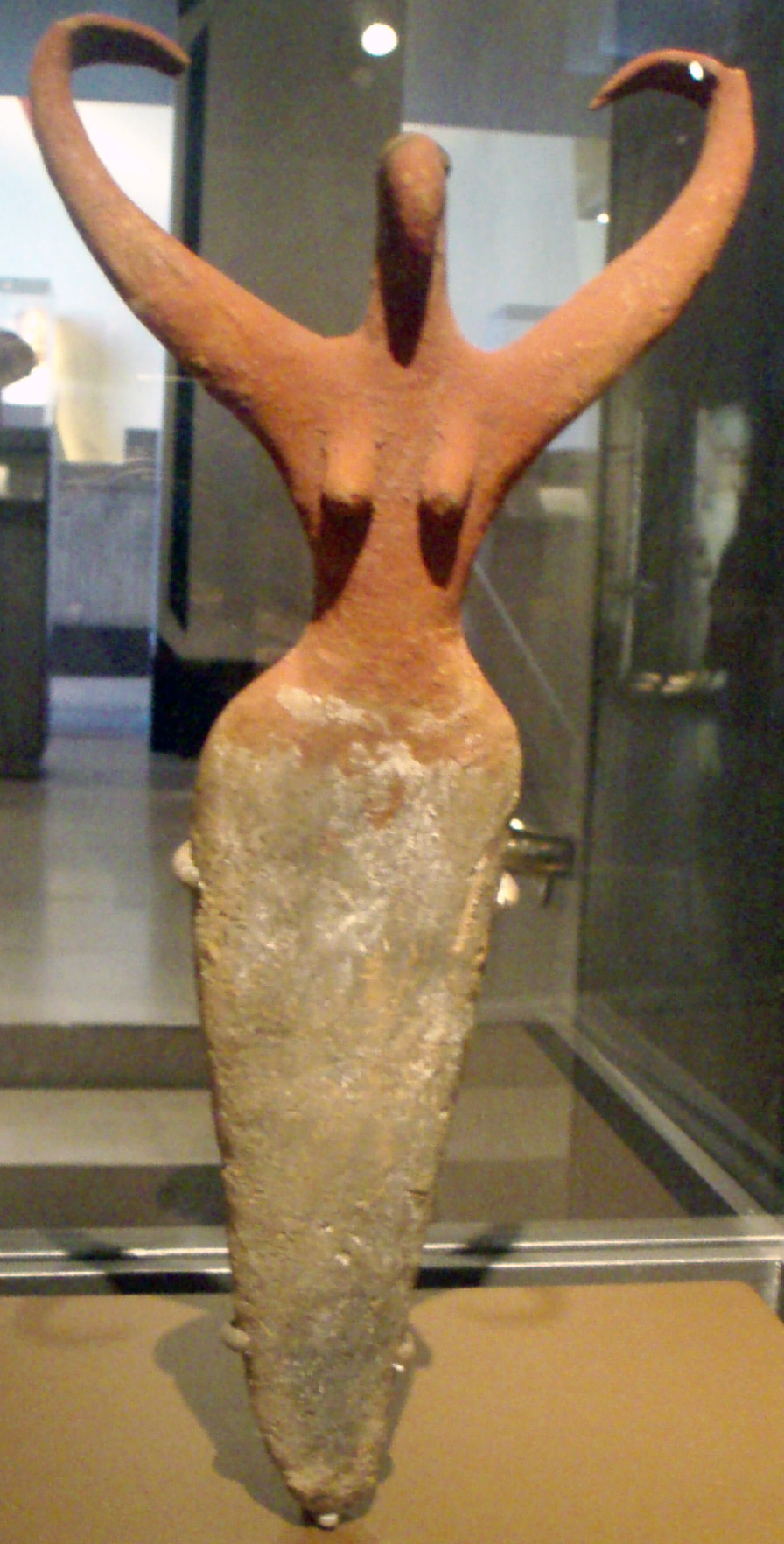
The « Bird Lady », figurine féminine prédynastique.
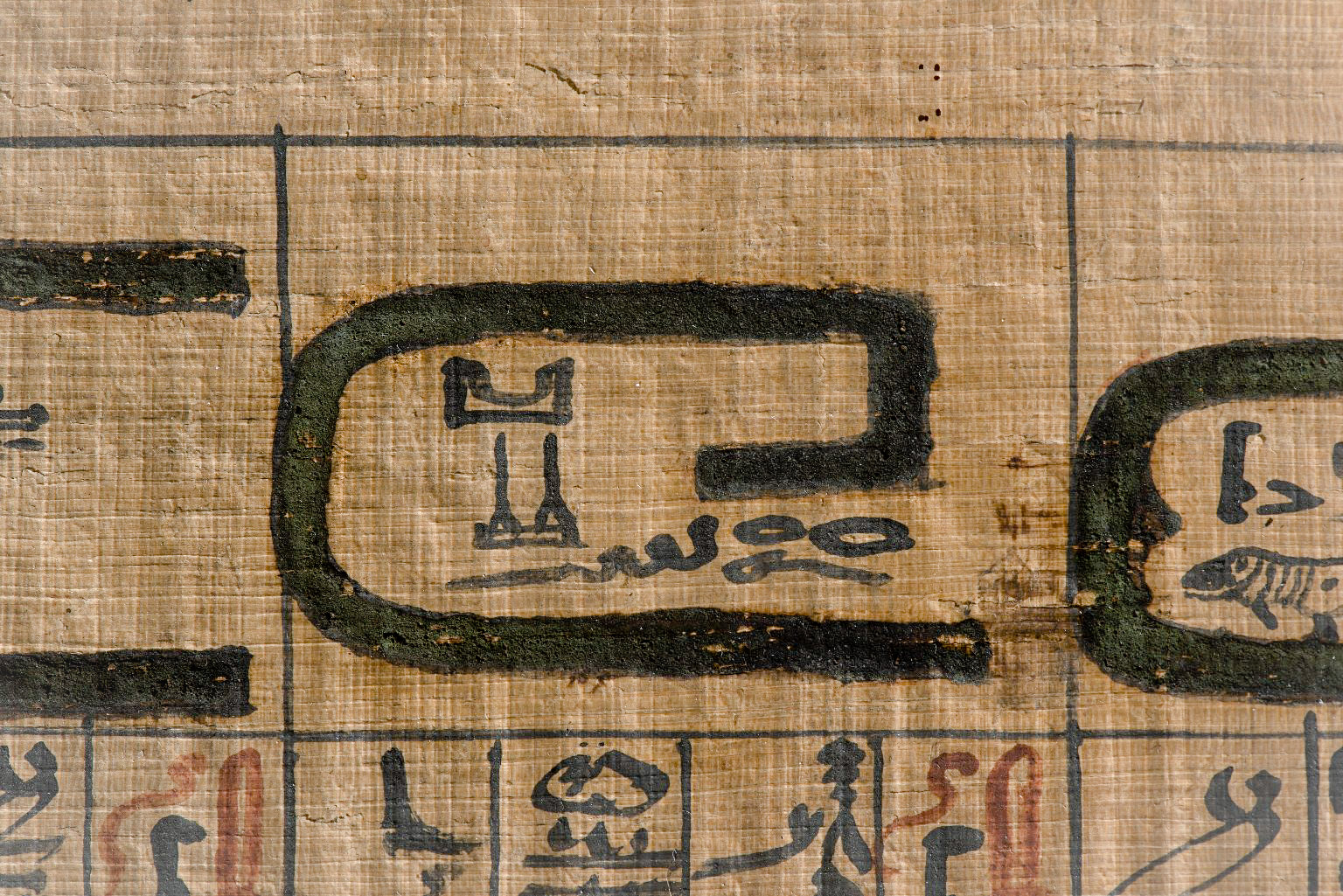
Livre des morts de Sobekmose, orfèvre d'Amon, 1500-1480 av. J.-C.
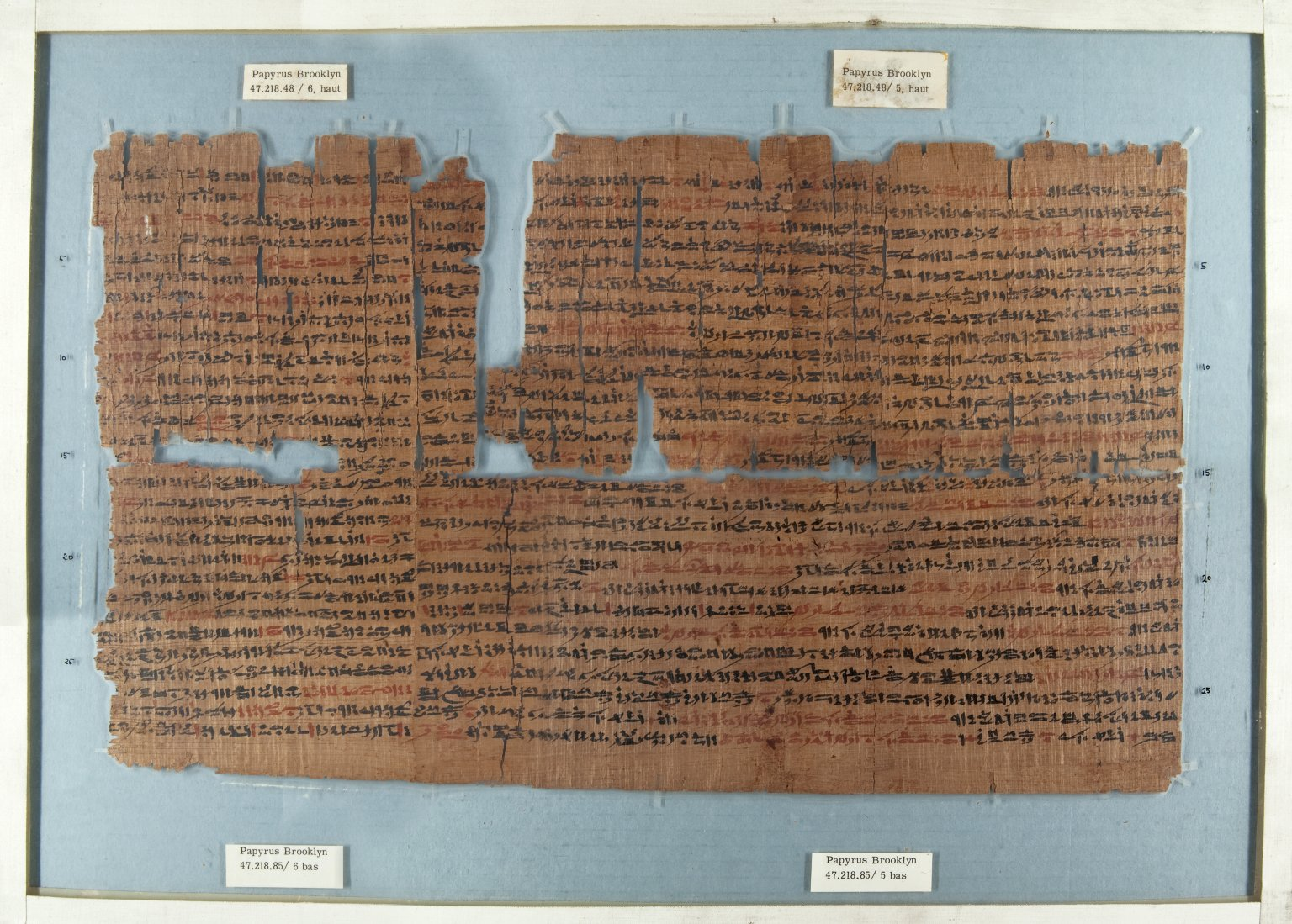
Papyrus de Brooklyn, 664-332 av. J.-C.
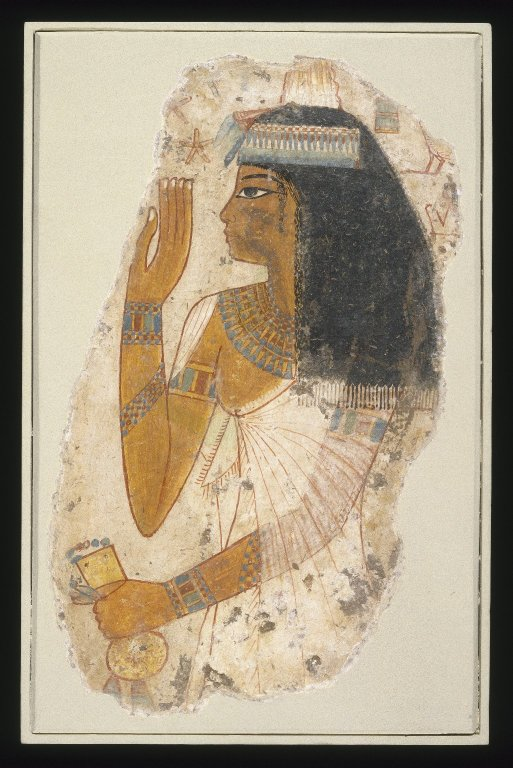
« Lady Tjepu », règne d'Amonhotep III, 1390-1352 av. J.-C. Tombe n° 181 à Thèbes.
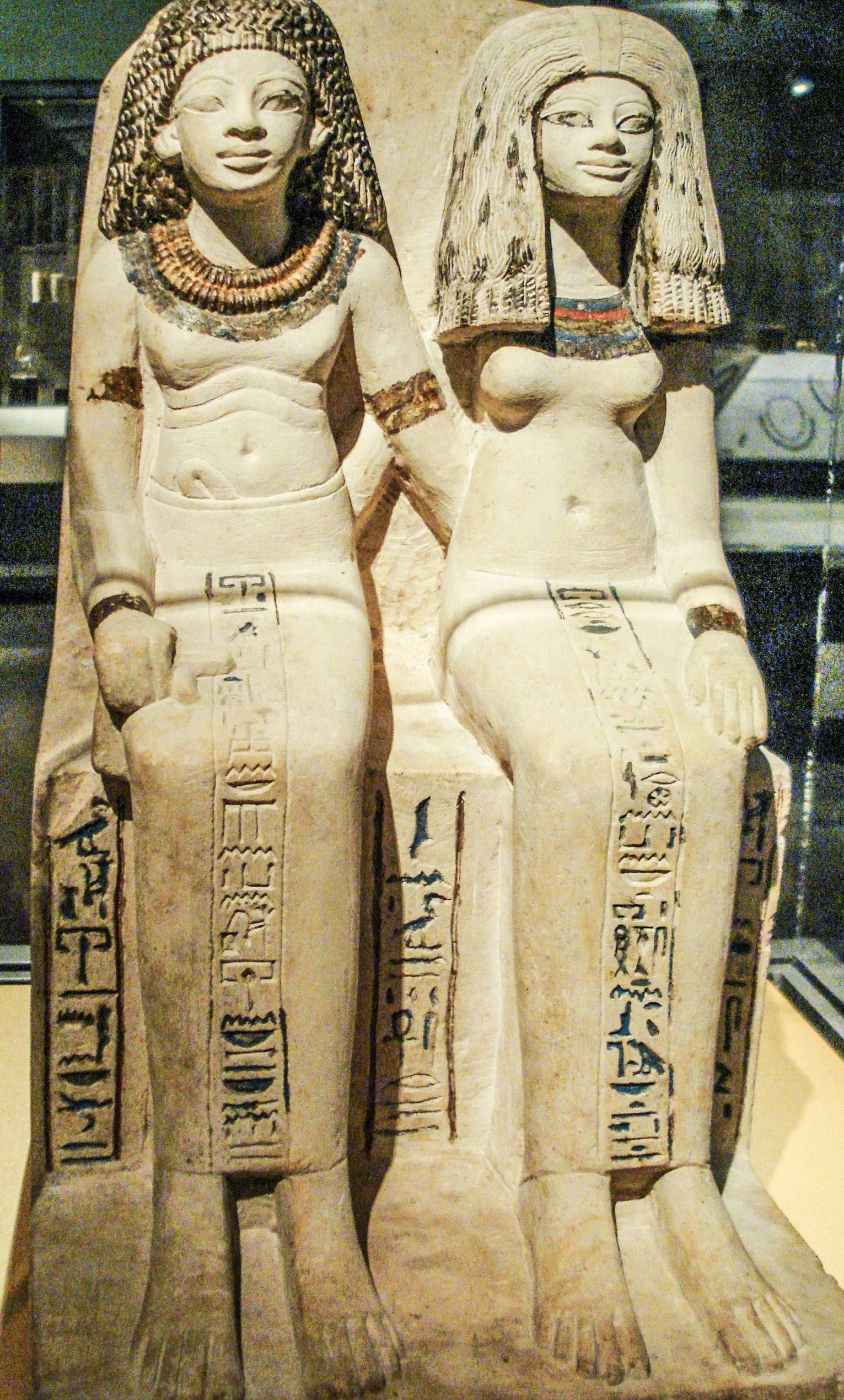
Paire de statues des époux Nebsen et Nebet-Ta. Règne de Thoutmosis IV ou Amenhotep III, 1400-1352 av. J.-C.

### Peinture américaine
La collection d'art américain du musée remonte au legs de la scène d'hiver de Francis Guy (en) à Brooklyn en 1846. En 1855, le musée s'est officiellement consacré à l'acquisition d'une collection d'art américain, la première œuvre commandée étant une peinture de paysage d'Asher B. Durand. La collection American Art comprend des portraits, des pastels, des sculptures et des estampes, de 1720 à 1945.
Sont représentées dans la collection d'art américain des œuvres d'artistes tels que William Edmondson, Angel (date inconnue) ; John Singer Sargent, Paul César Helleu sketching his wife Alice Guérin (vers 1889) ; Georgia O'Keeffe, Ram's Head, White Hollyhock – Hills  1935) ; Winslow Homer, Eight Bells (vers 1887). Parmi les œuvres les plus célèbres de la collection figurent le Portrait de George Washington de Gilbert Stuart et The Peaceable Kingdom d'Edward Hicks. Le musée abrite également une collection d’œuvres d'Emil Fuchs.
Les œuvres de la collection d'art américain se trouvent dans diverses sections du musée, notamment dans le jardin de sculptures de la famille Steinberg et dans l'exposition American Identities: A New Look.
Au total sont entreposés environ 2 000 objets d'art américains.

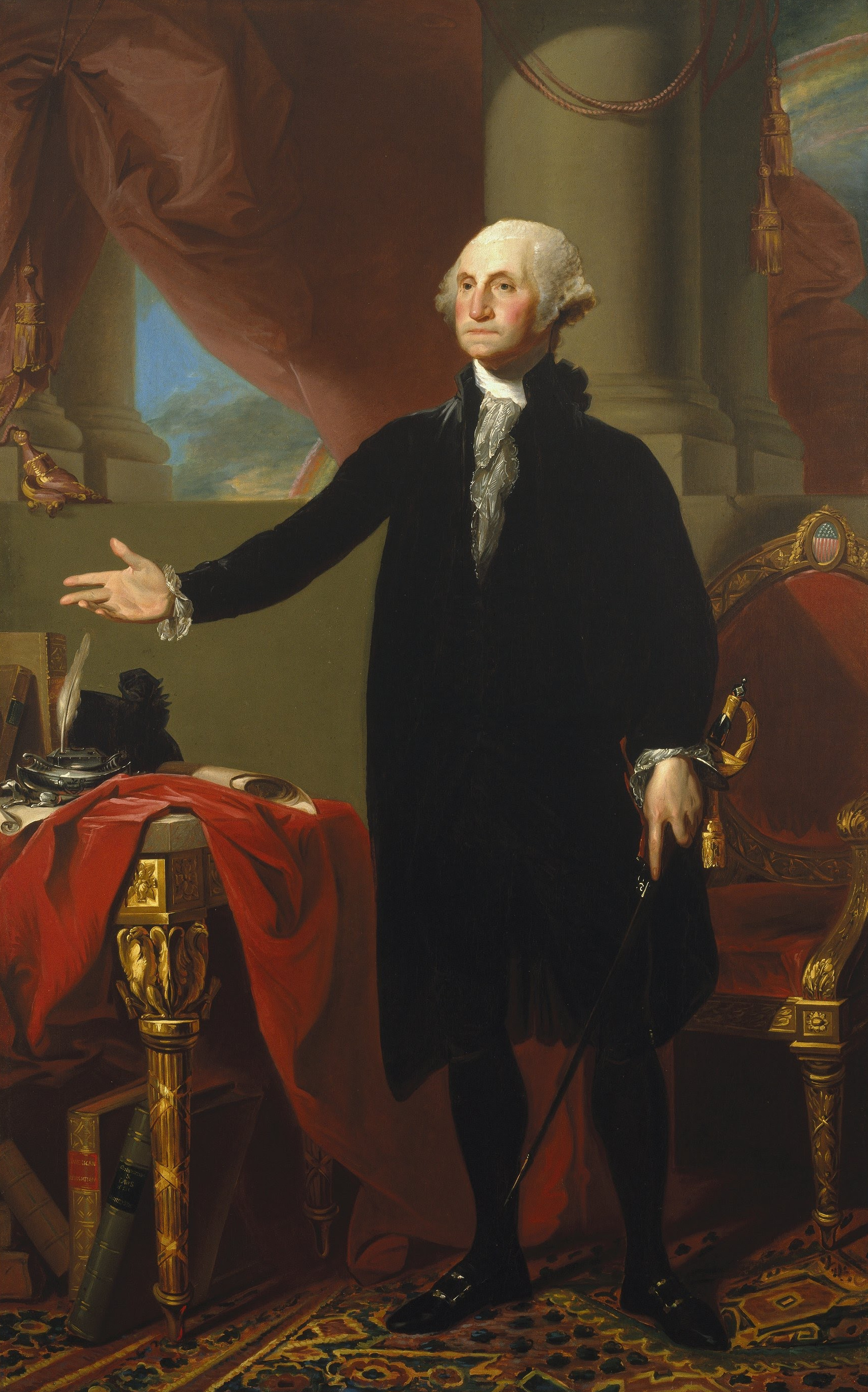
Gilbert Stuart, Portrait de George Washington, 1796

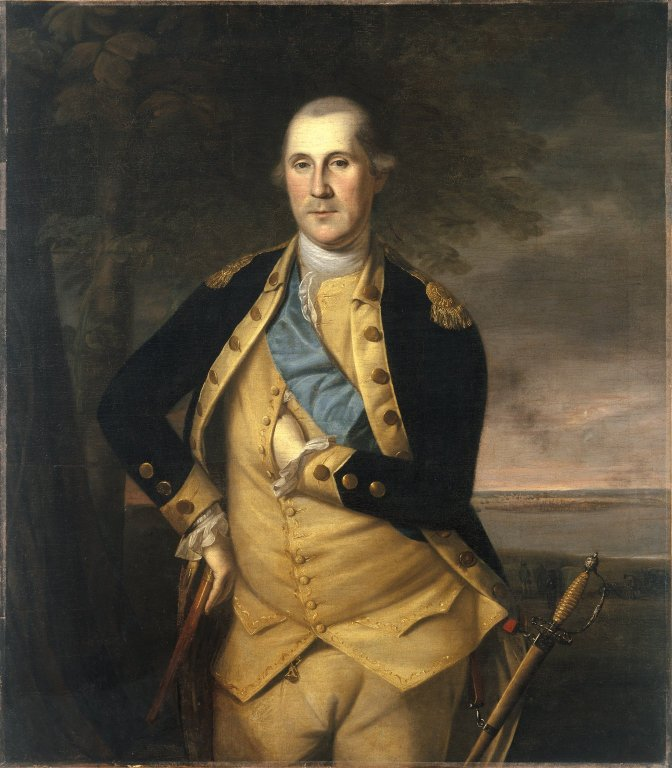
Charles Willson Peale, George Washington, v. 1776
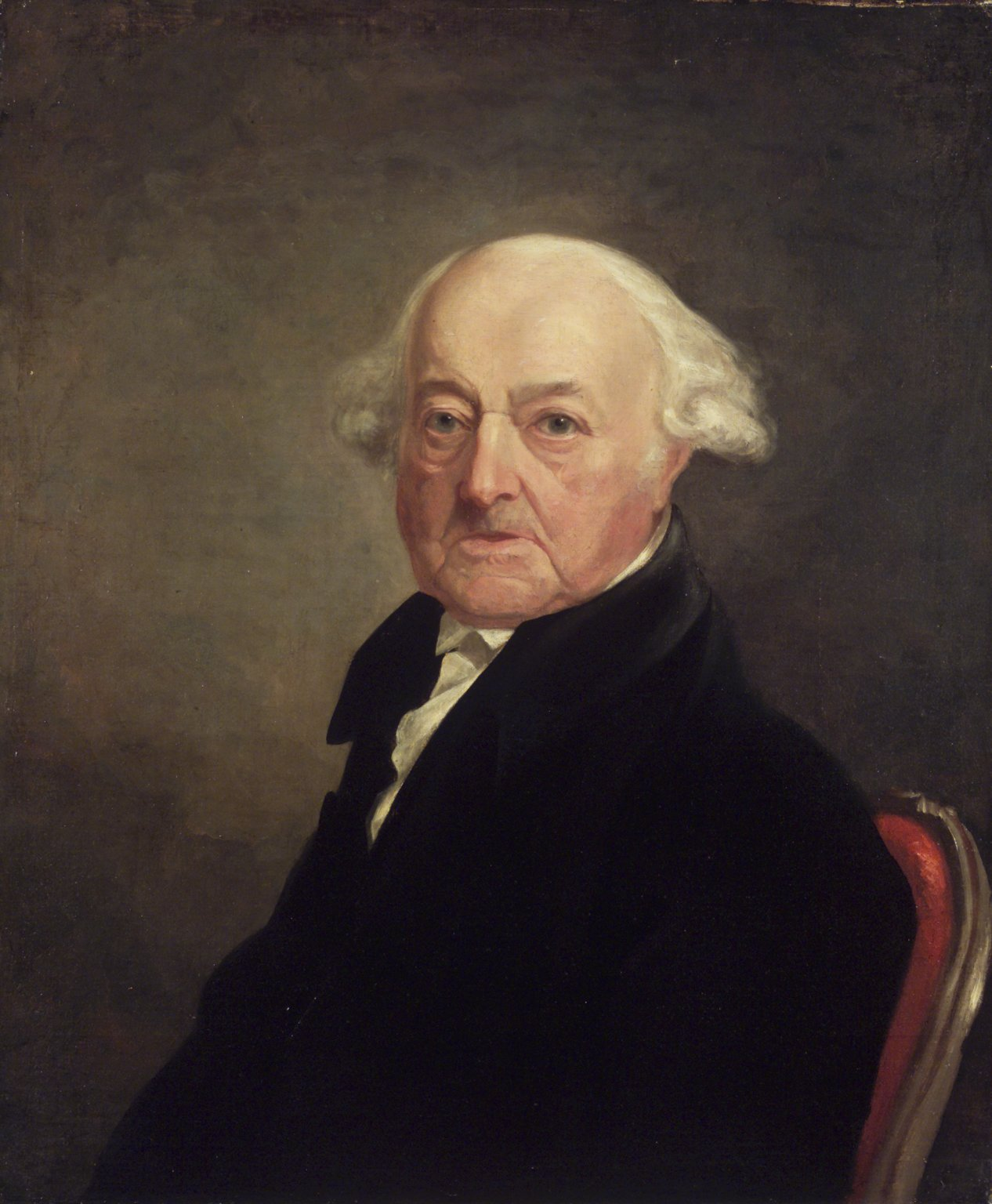
Samuel Morse, Portrait of John Adams, 1816
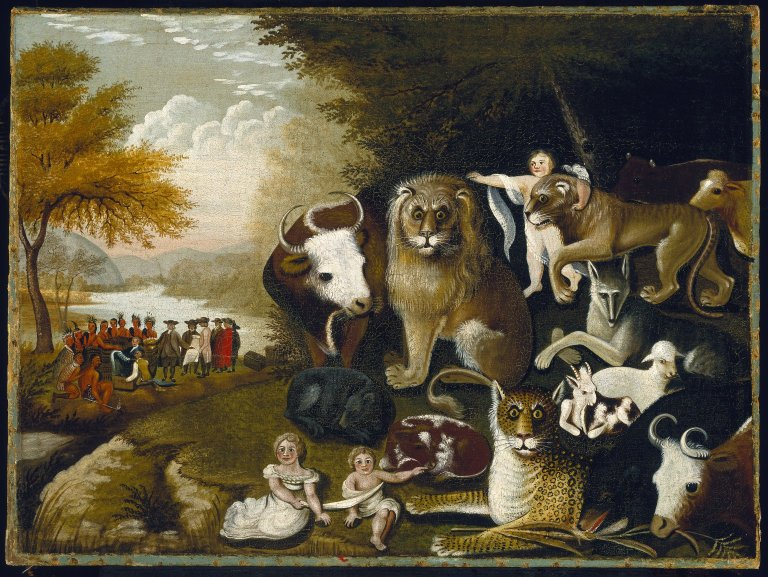
Edward Hicks, The Peaceable Kingdom, v. 1830-1840
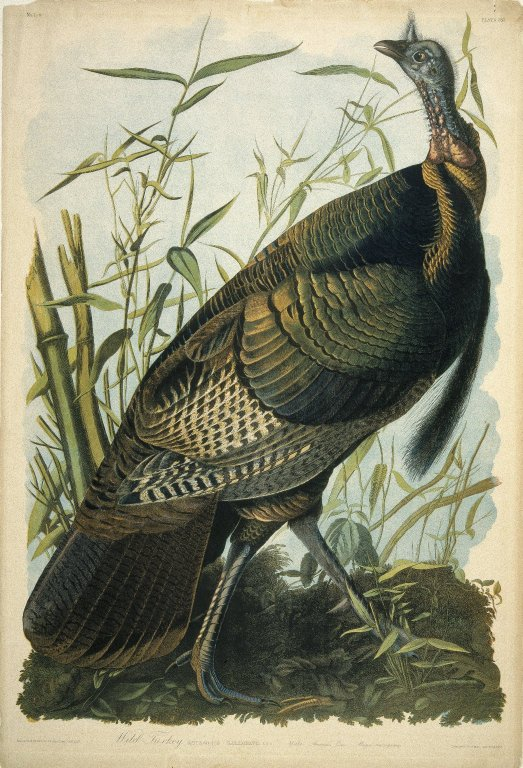
Jean-Jacques Audubon, Wild Turkey, lithographie, v. 1861
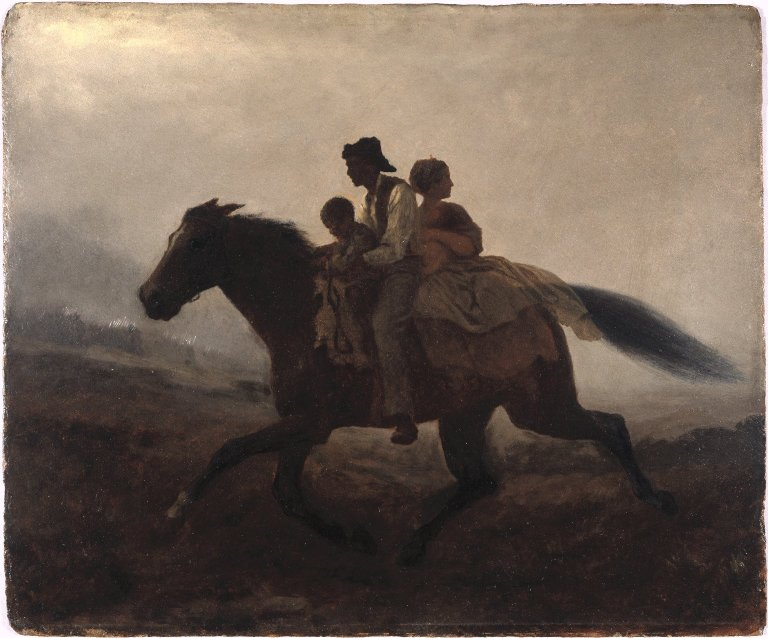
Eastman Johnson, A Ride for Liberty, v. 1862
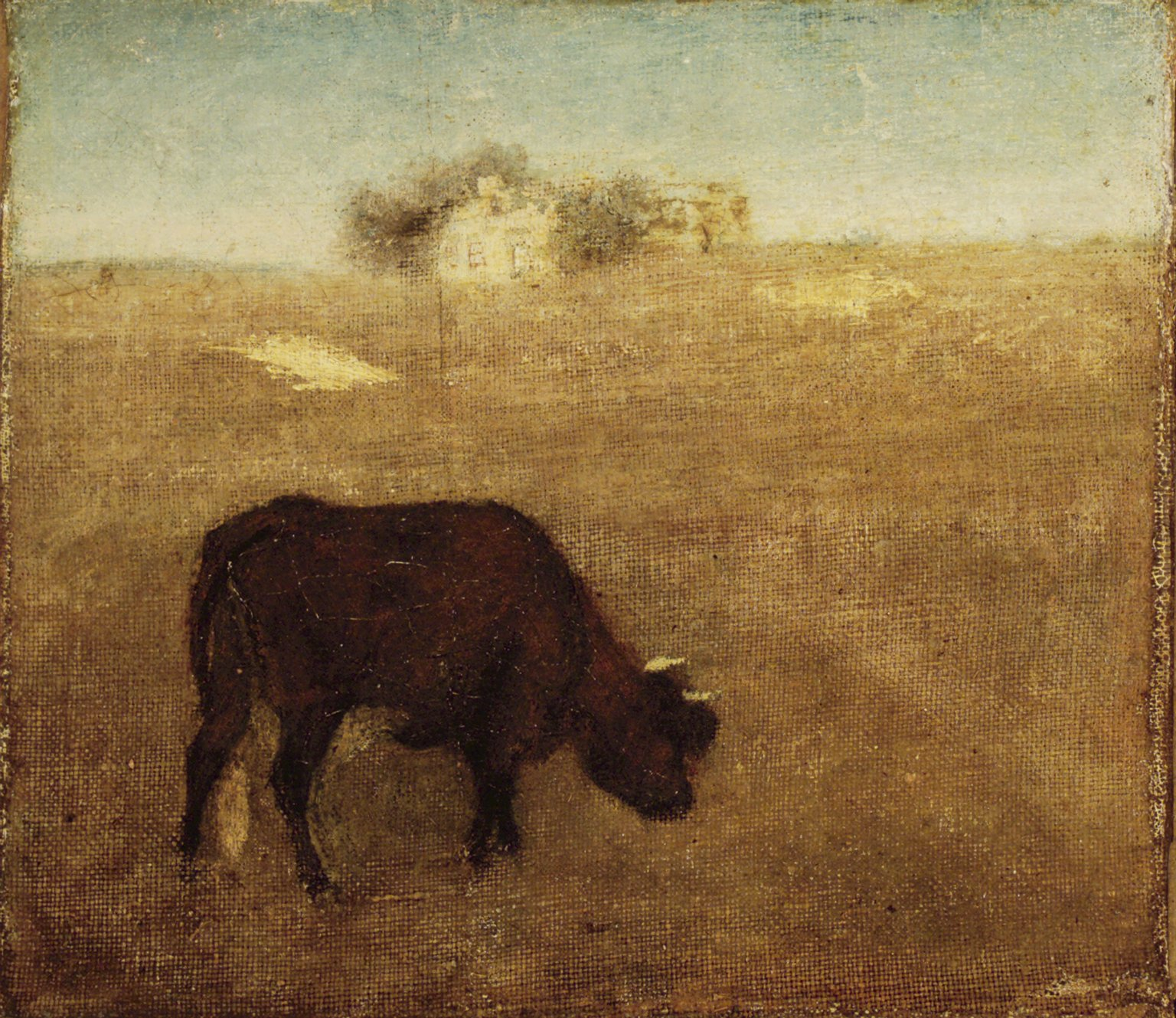
Albert Pinkham Ryder, Evening Glow The Old Red Cow, 1870-1875
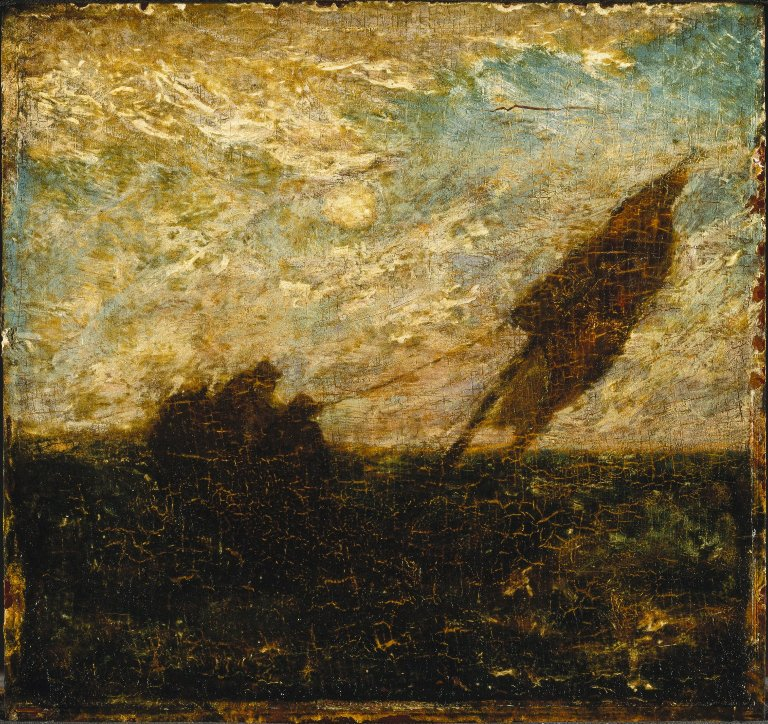
Albert Pinkham Ryder, The Waste of Waters is Their Field, 1880
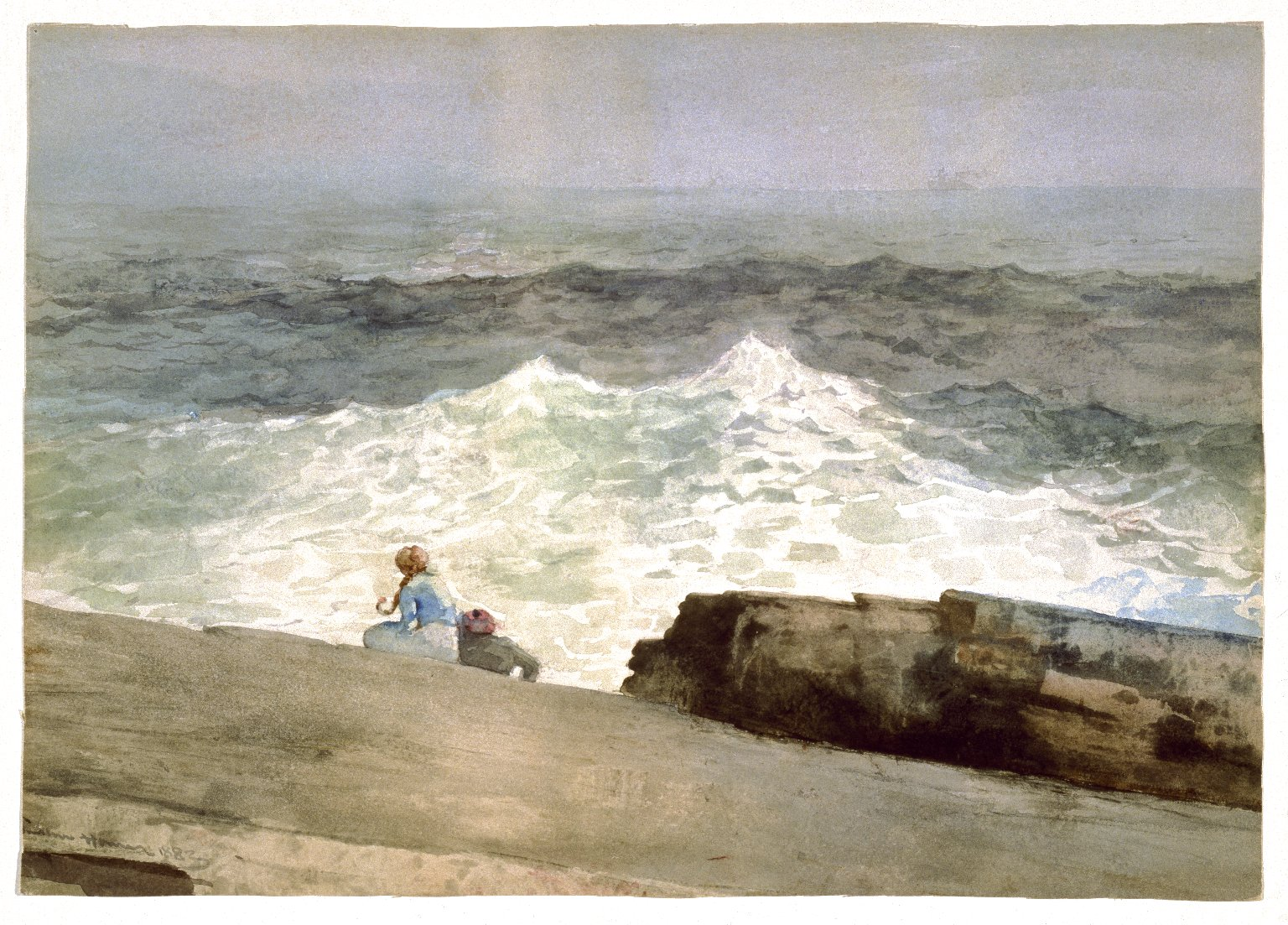
Winslow Homer, The Northeaster, v. 1883
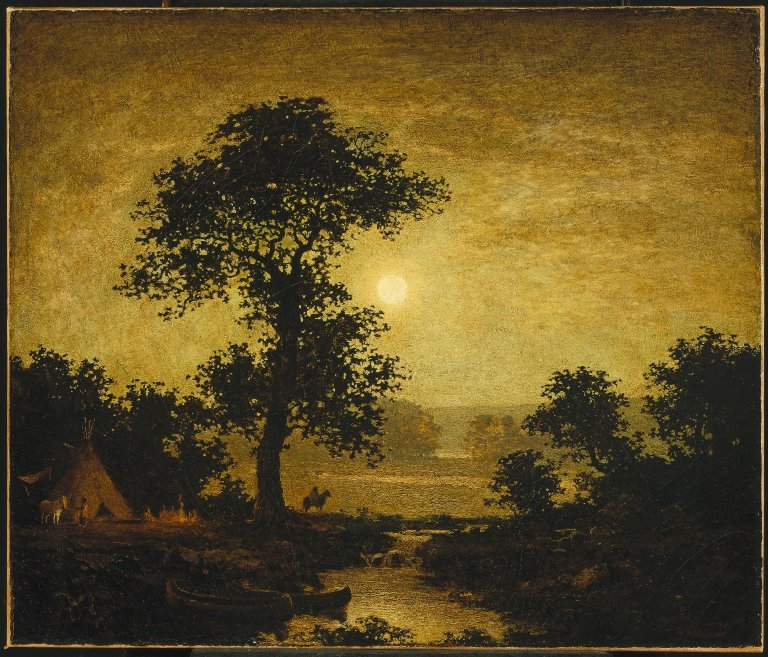
Ralph Albert Blakelock, Moonlight, 1885
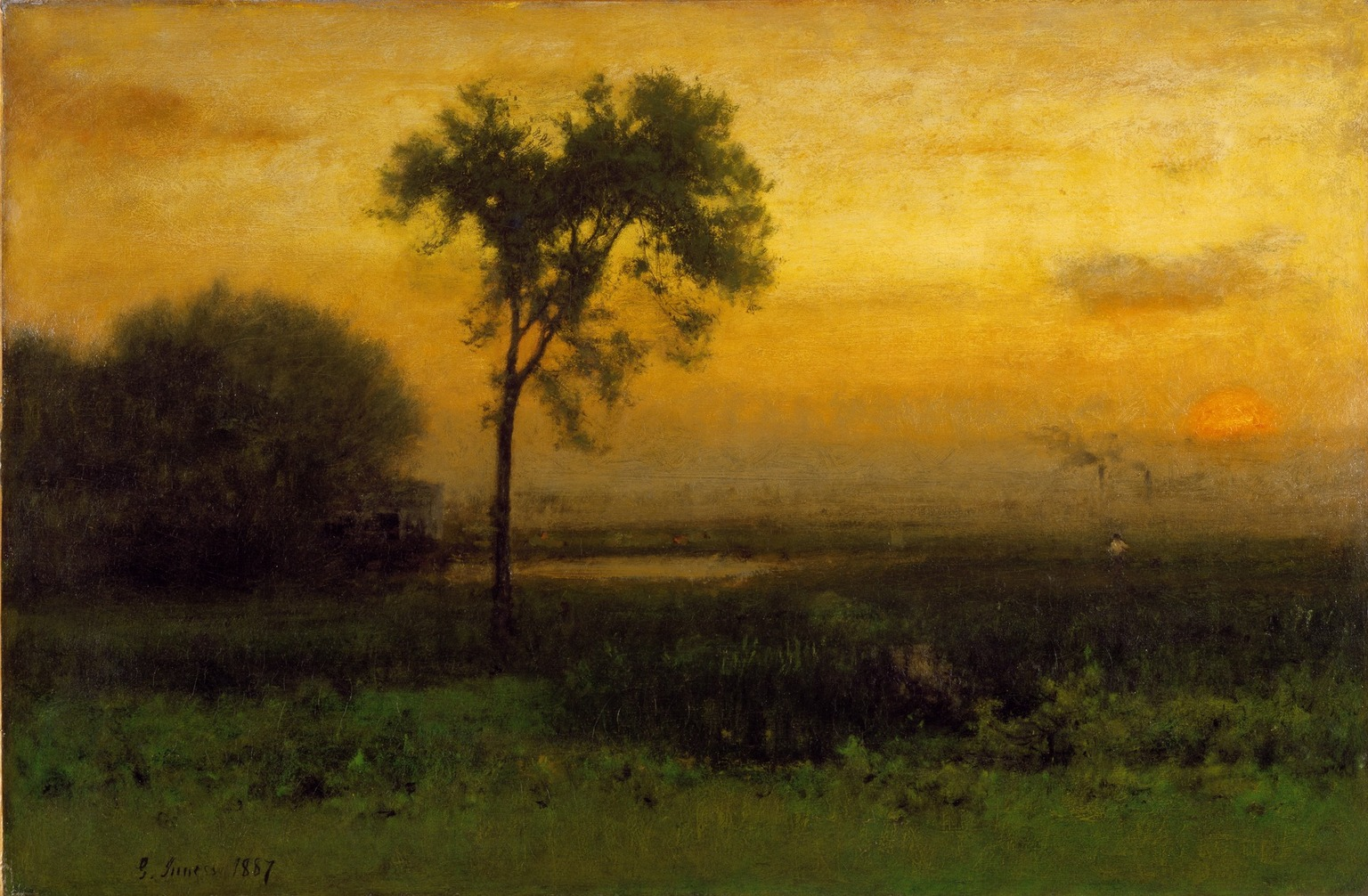
George Inness, Sunrise, 1887
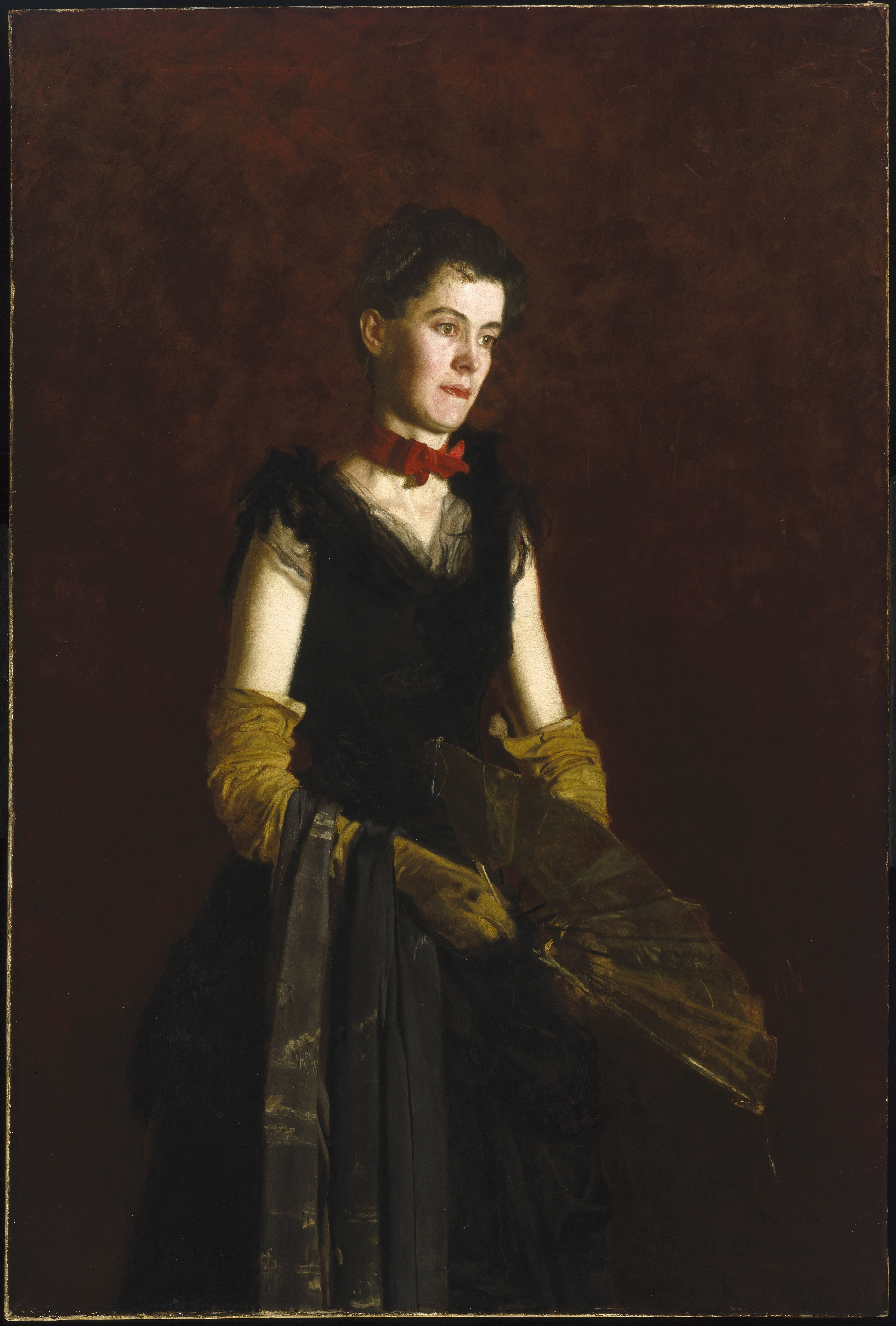
Thomas Eakins, Letitia Wilson Jordan, 1888
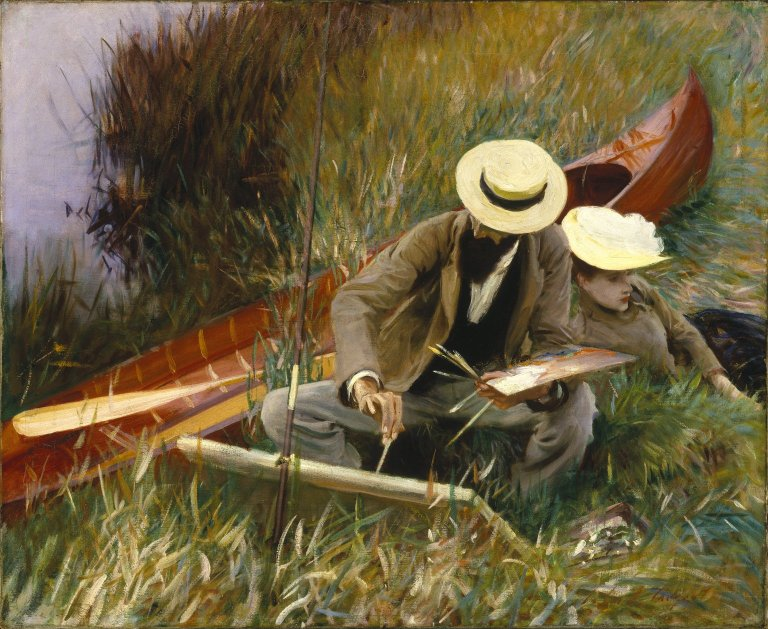
John Singer Sargent, Paul César Helleu Sketching with His Wife, 1889
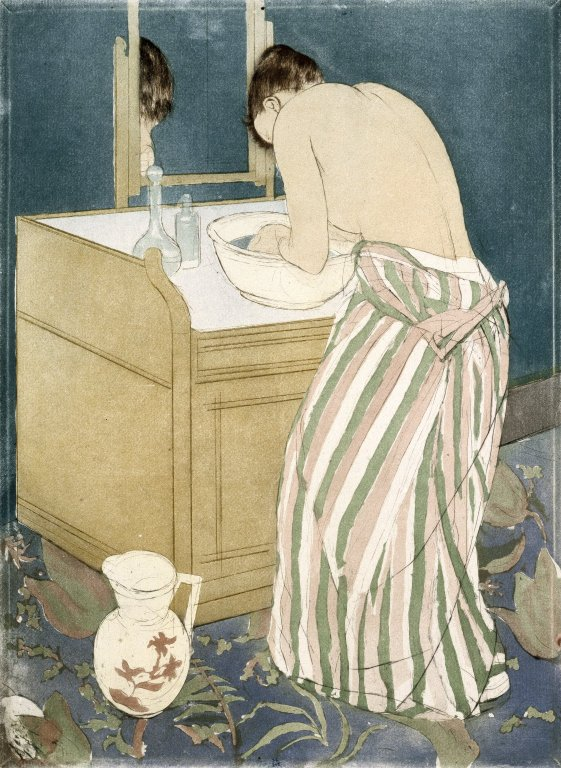
Mary Cassatt, La Toilette, v. 1889–1894
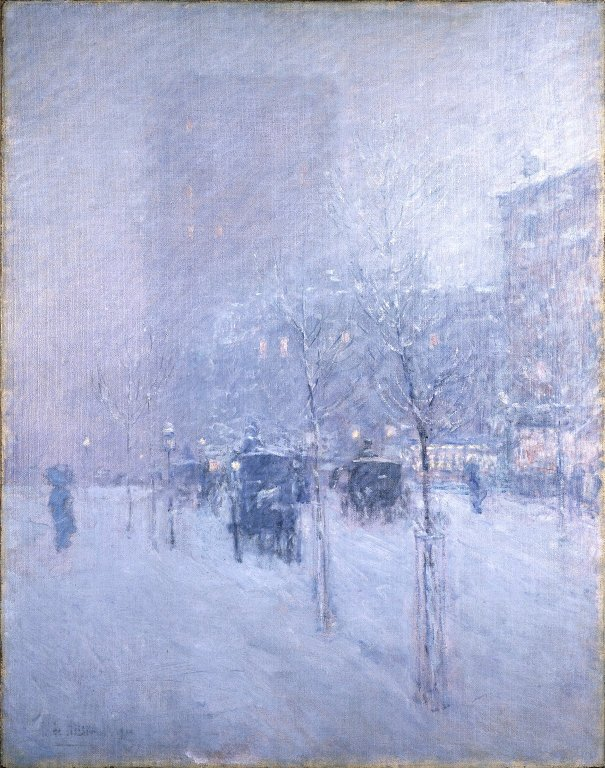
Childe Hassam, Late Afternoon, New York, Winter, v. 1900
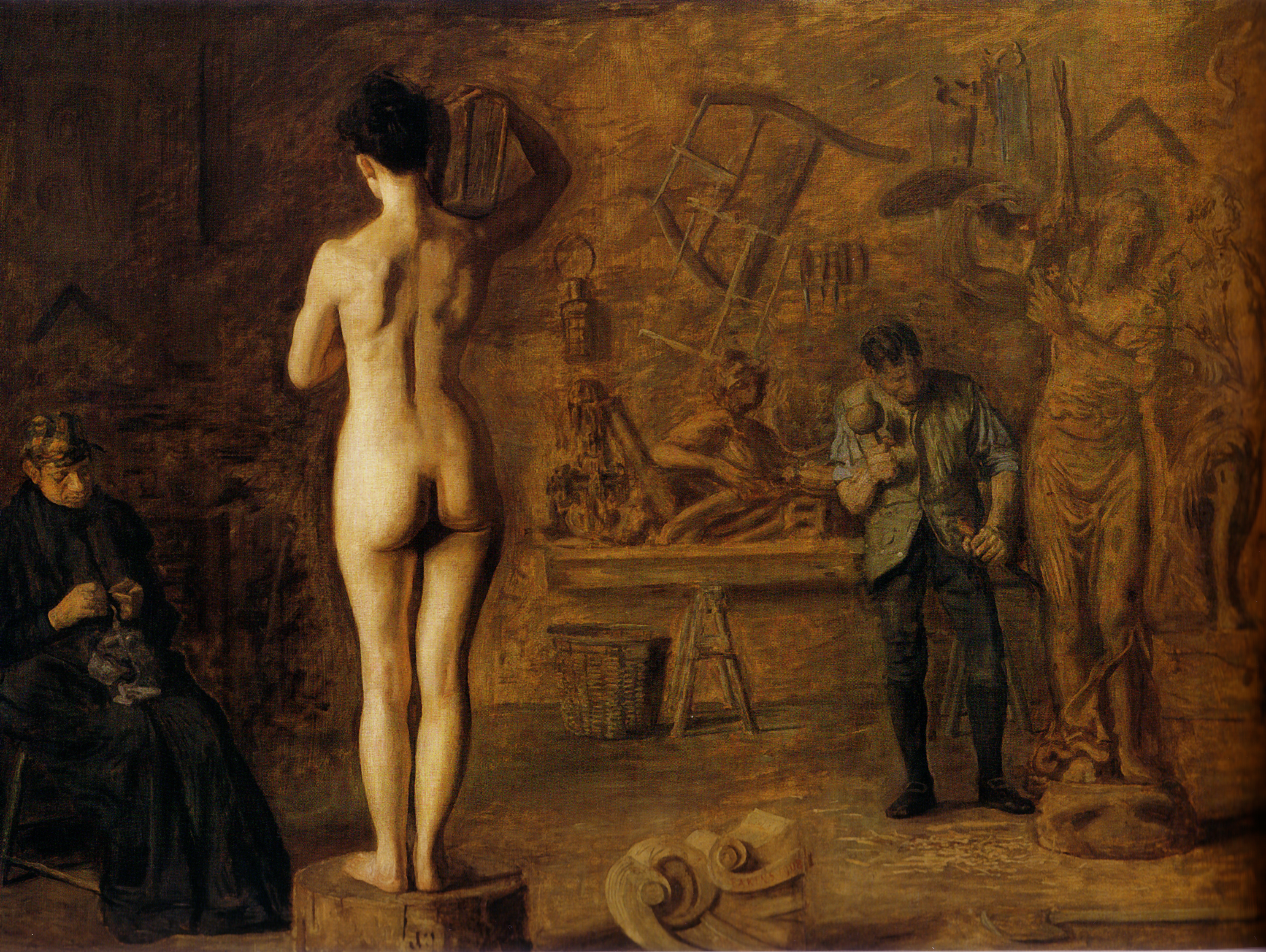
Thomas Eakins, William Rush Carving his Allegorical Figure of the Schuylkill River, 1908
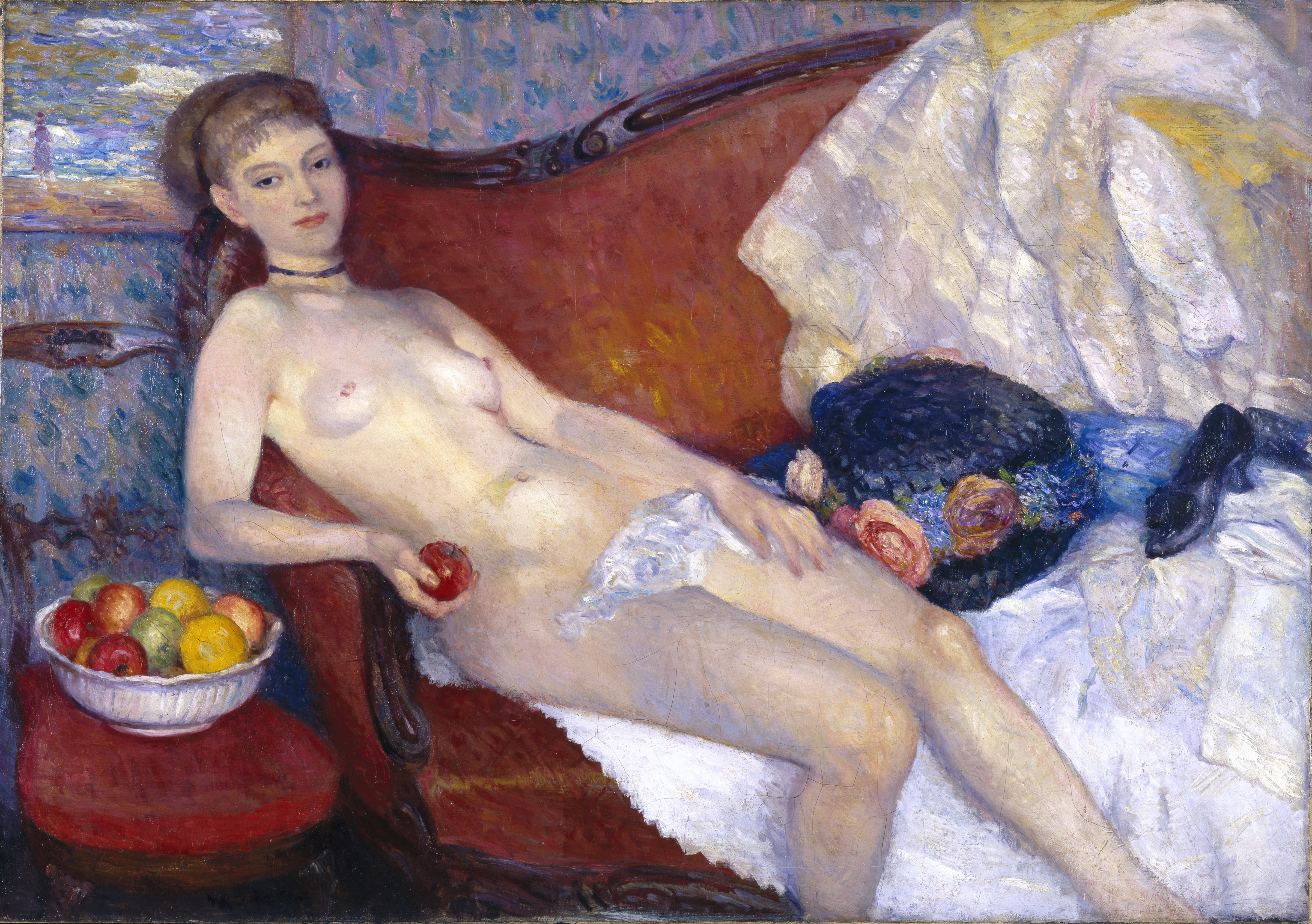
William Glackens, Nude with Apple, 1909-1910
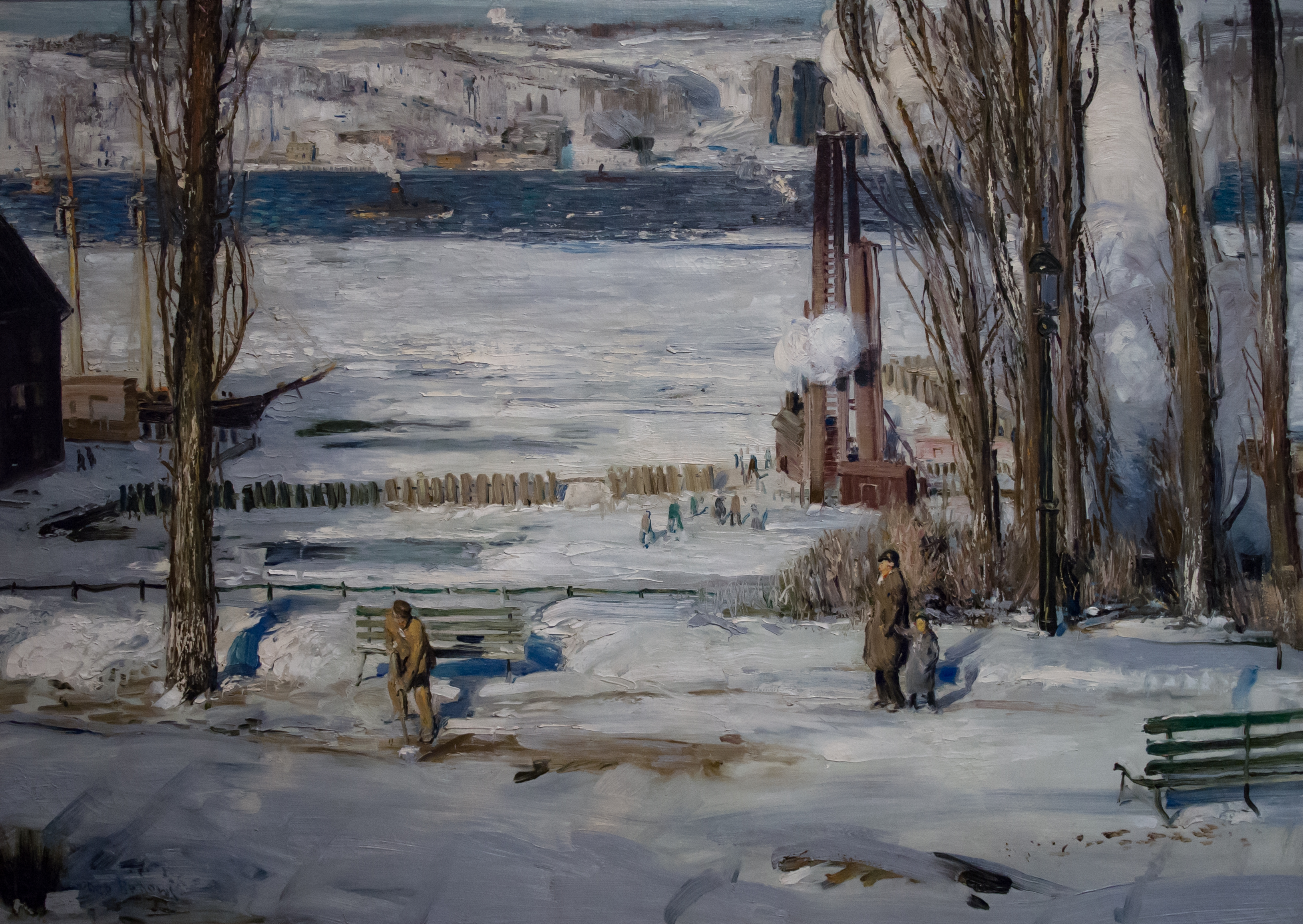
George Bellows, A Morning Snow--Hudson River, 1910
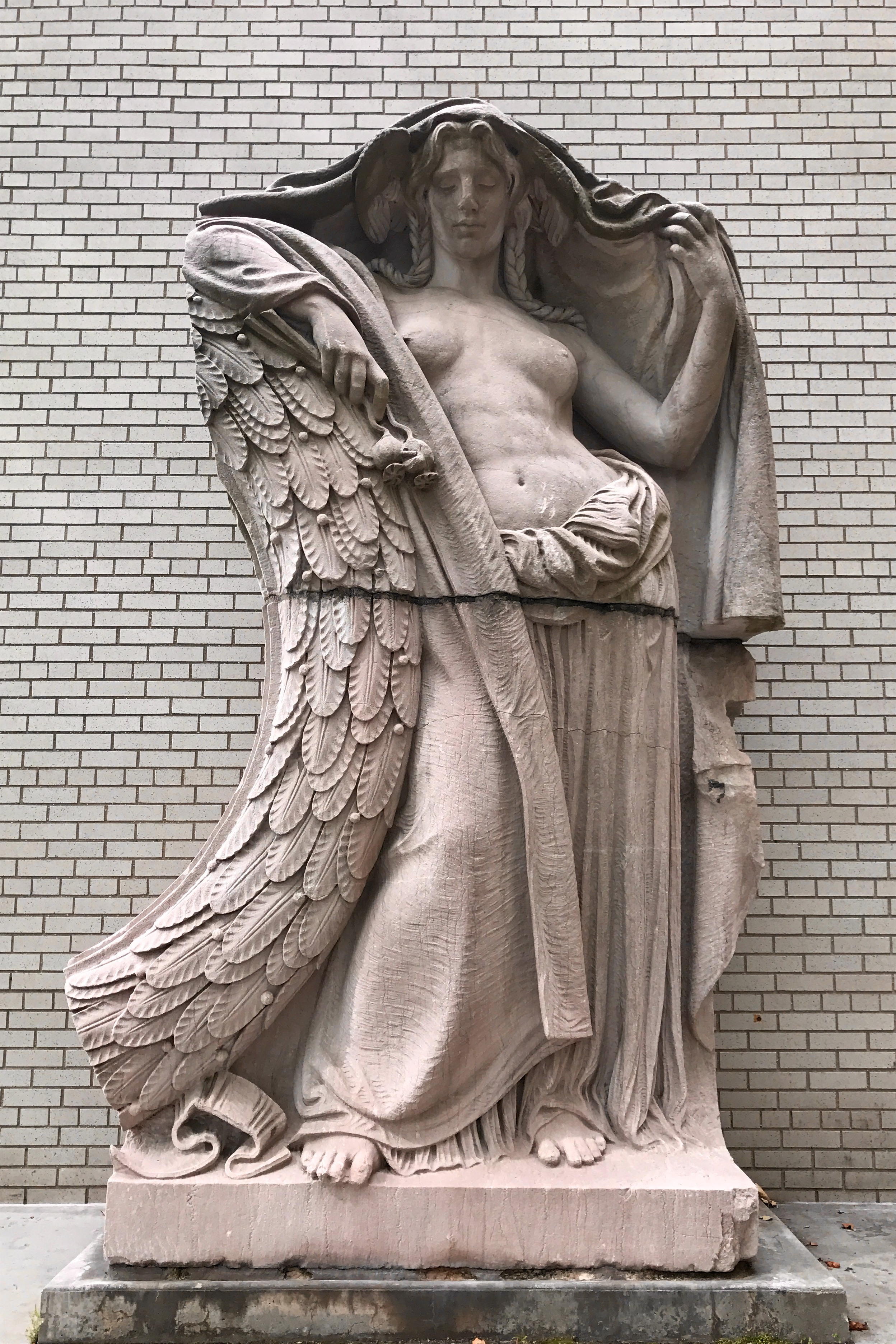
Adolph Weinman, Night, v. 1910
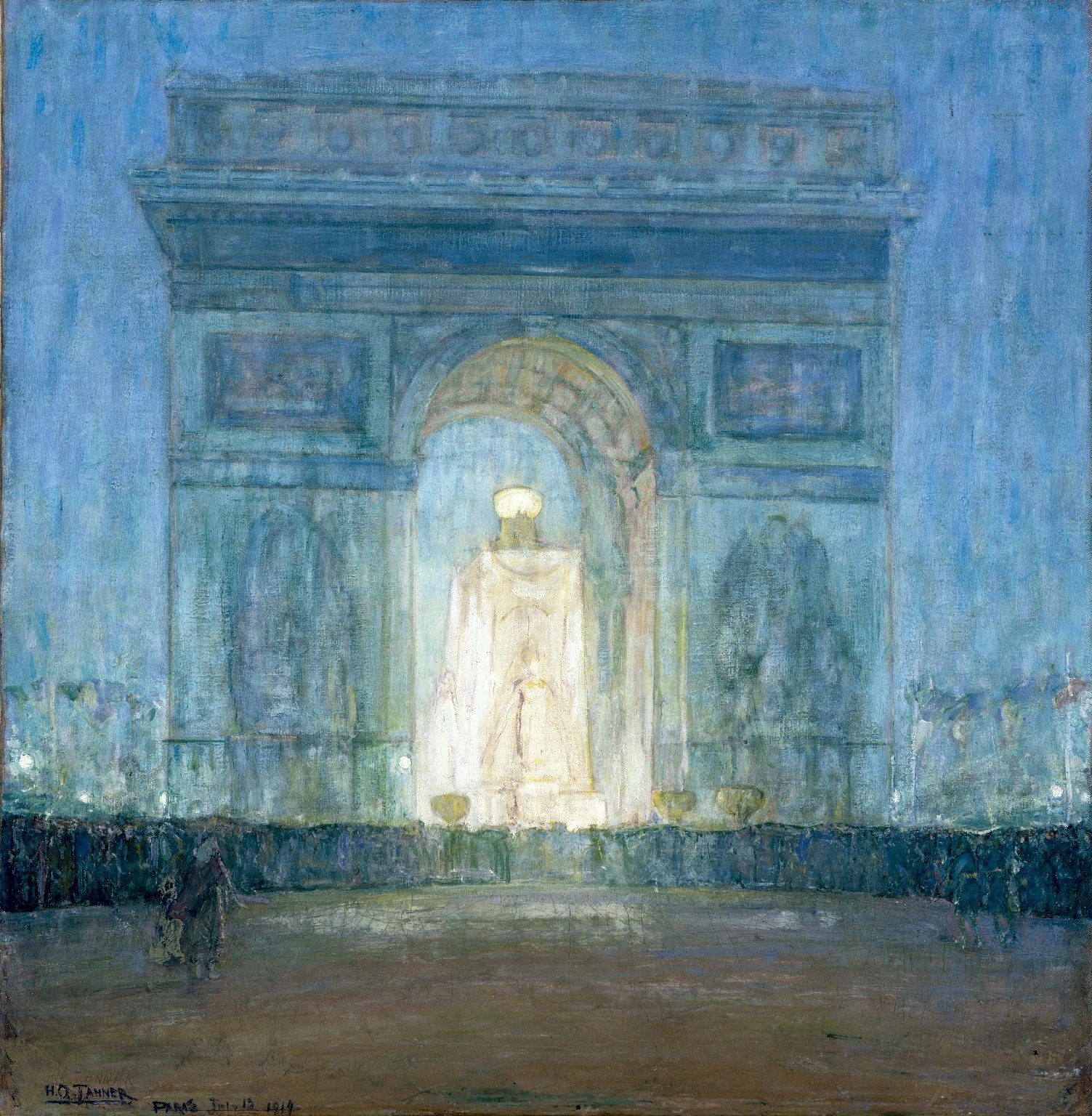
Henry Ossawa Tanner, The Arch, v. 1914
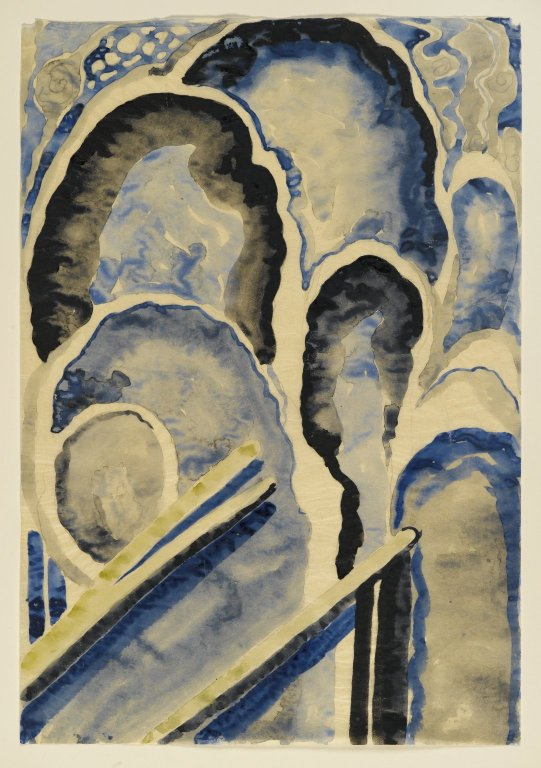
Georgia O'Keeffe, Blue 1, 1916
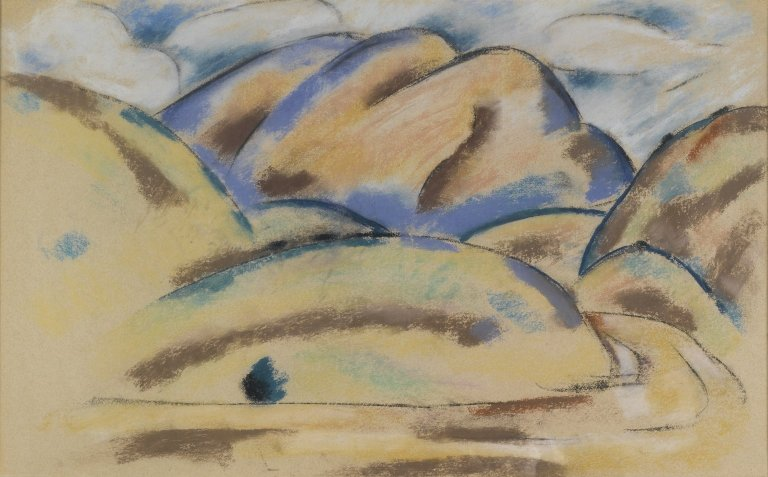
Marsden Hartley, Landscape, New Mexico, 1916-1920
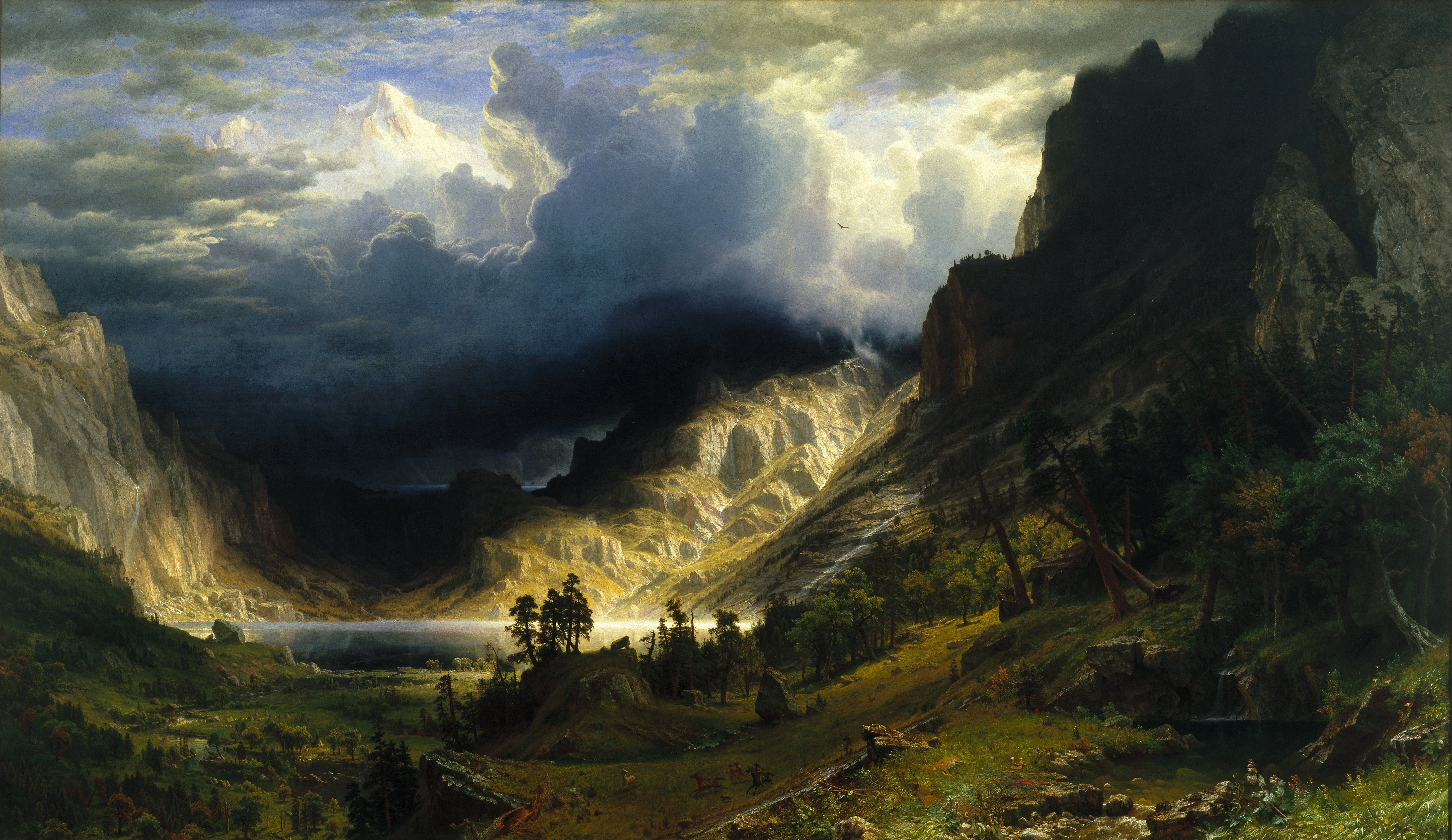
Albert Bierstadt, Orage dans les montagnes Rocheuses, 1866

### Peinture européenne
Le Brooklyn Museum possède des peintures du gothique tardif et de la première Renaissance italienne : Lorenzo di Niccolo (Scènes de la vie de saint Laurent), Sano di Pietro, Nardo di Cione, Lorenzo Monaco, Donato de' Bardi (Saint Jérôme), Giovanni Bellini. Il possède des peintures hollandaises de Frans Hals, Gérard Dou, Thomas de Keyser ; des peintures françaises du XIXe siècle de Charles-François Daubigny, Narcisse Díaz de la Peña, Eugène Boudin (Port, Le Havre), Berthe Morisot, Edgar Degas, Gustave Caillebotte (Pont du chemin de fer à Argenteuil), Claude Monet (Palais des Doges, Venise), Camille Pissarro, Paul Cézanne. Le sculpteur français Alfred Barye est aussi représenté.

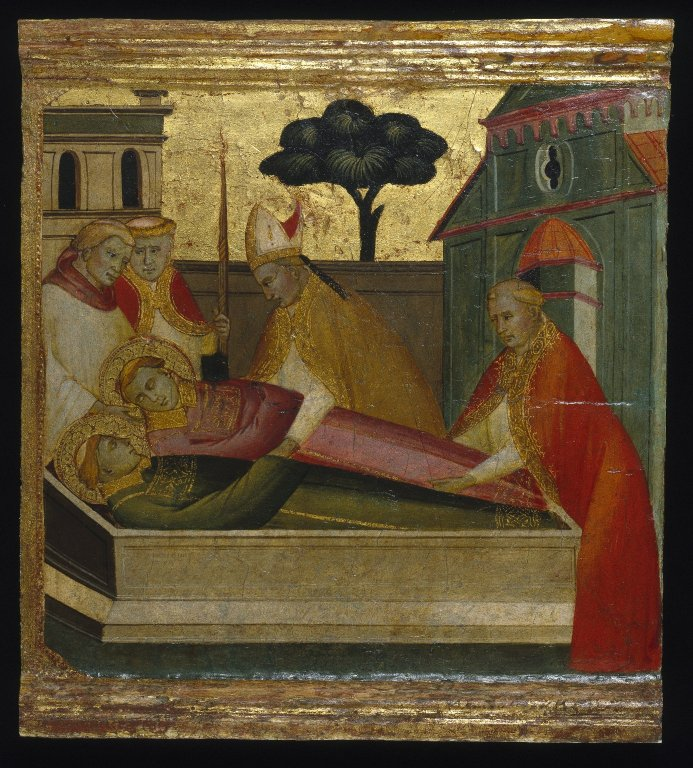
Lorenzo di Niccolò, Saint Laurent enterré dans le tombeau de saint Étienne, 1410-1414.
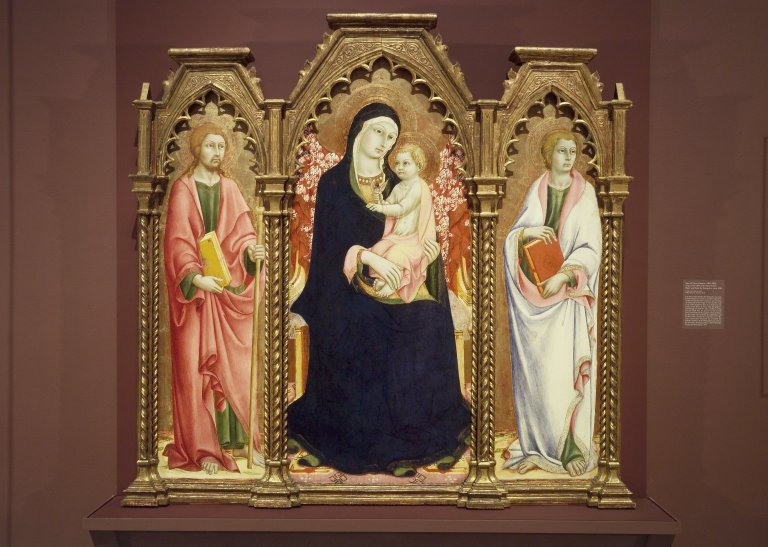
Sano di Pietro, Triptyque de la Vierge à l'Enfant, Saint Jacques et Saint Jean l'Évangéliste, v. 1460-1462.
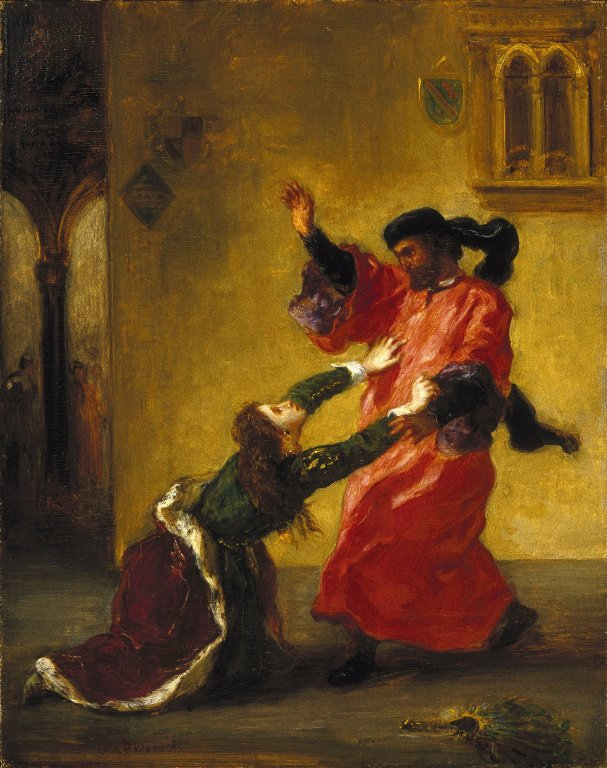
Eugène Delacroix, Desdémone maudite par son père, v. 1850-1854.
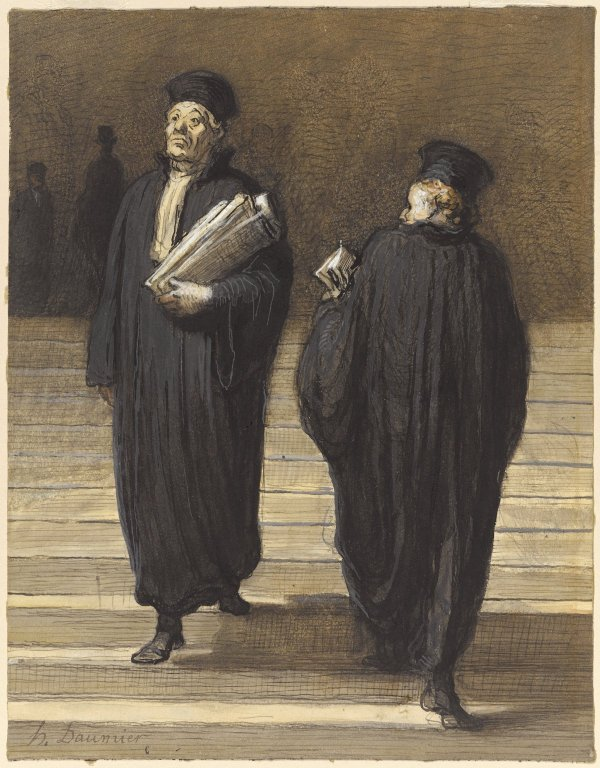
Honoré Daumier, Les Deux Confrères avocats, entre 1865 et 1870.
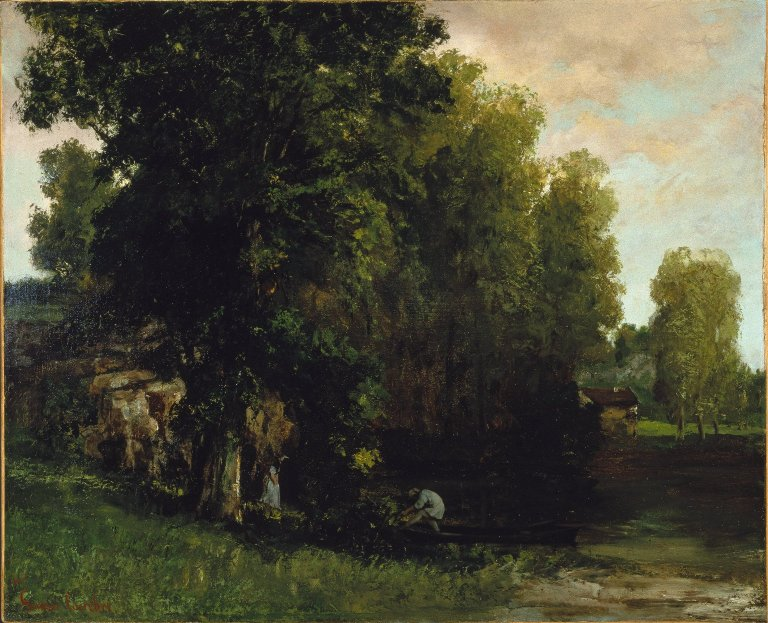
Gustave Courbet, Au bord de l'étang, 1867.
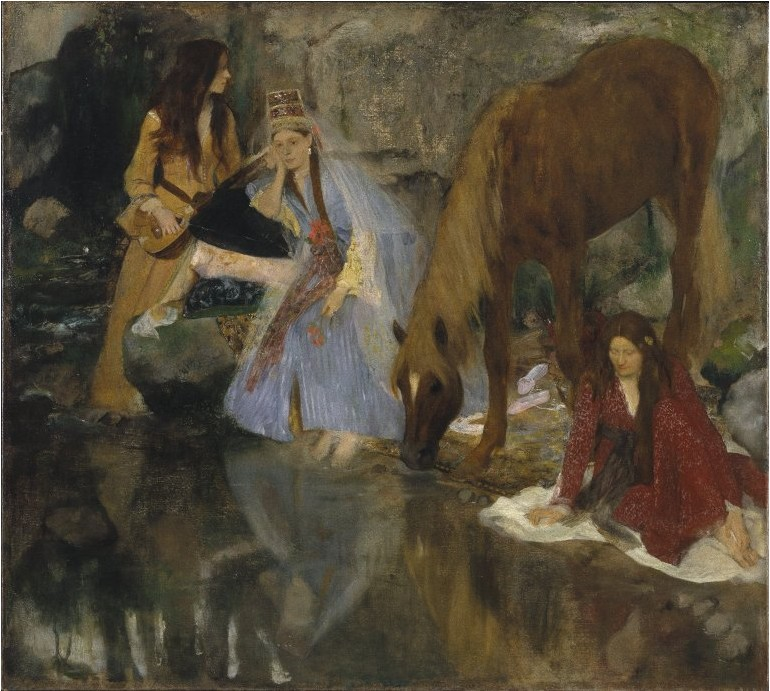
Edgar Degas, Portrait de Mlle Eugénie Fiocre, 1867-1868.
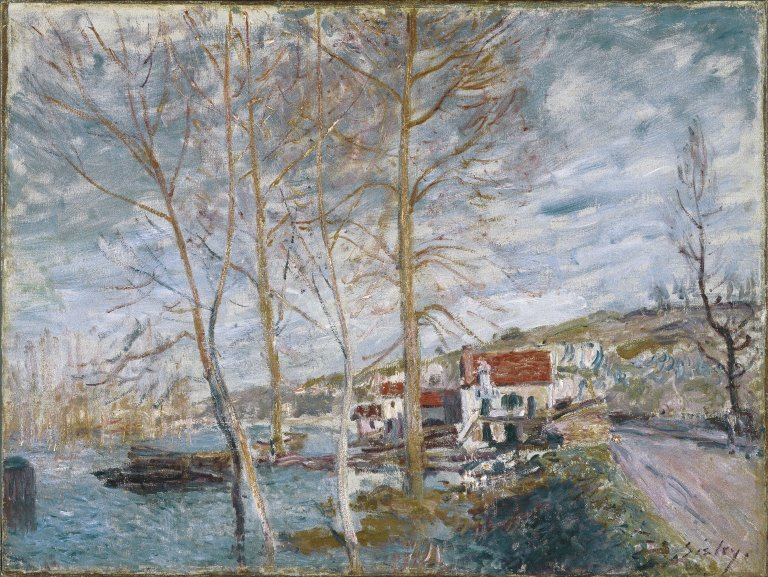
Alfred Sisley, Inondation à Moret, 1879.
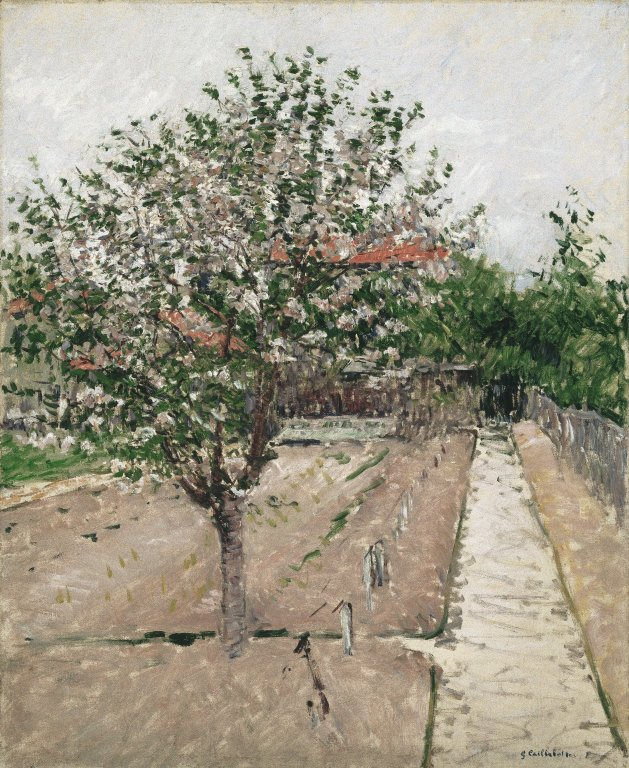
Gustave Caillebotte, Pommier en fleurs, v. 1885.
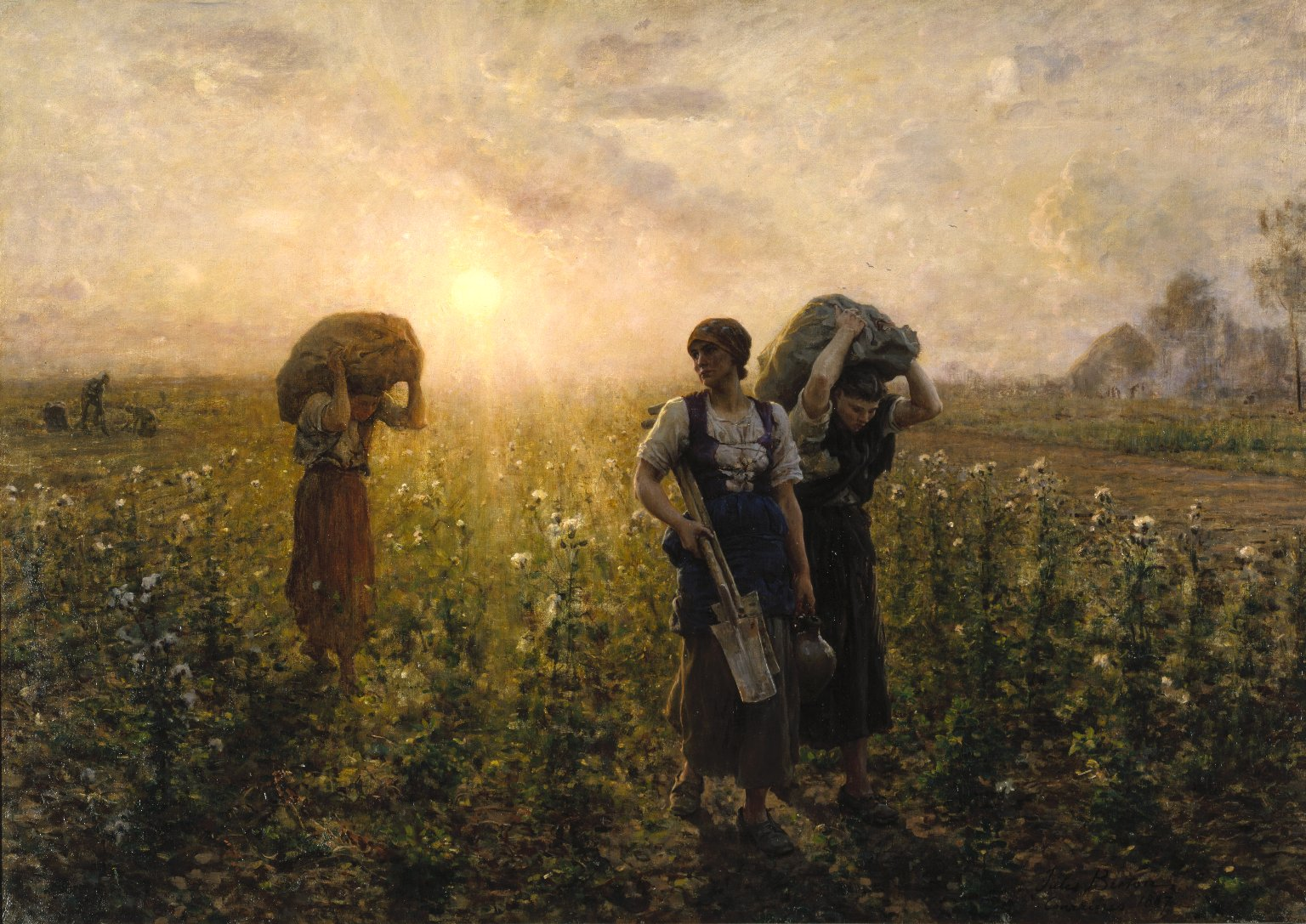
Jules Breton, Fin du travail, v. 1886-1887.
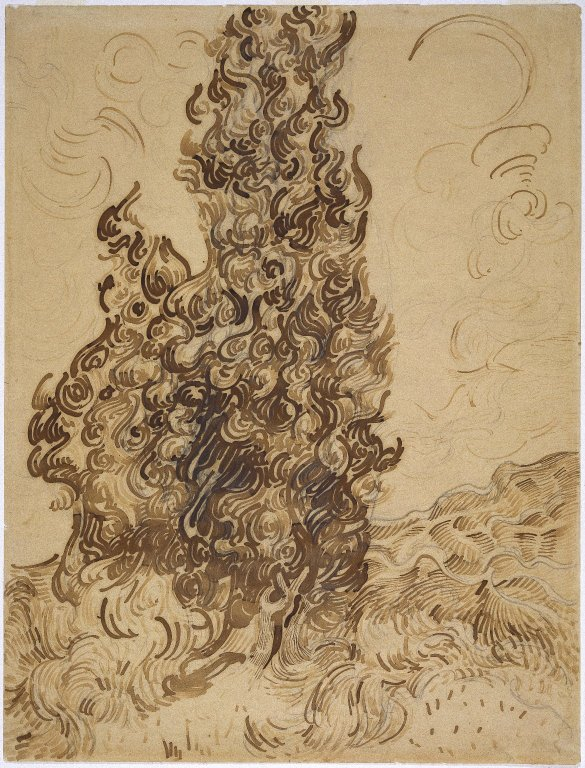
Vincent van Gogh, Les Cyprès, 1889.
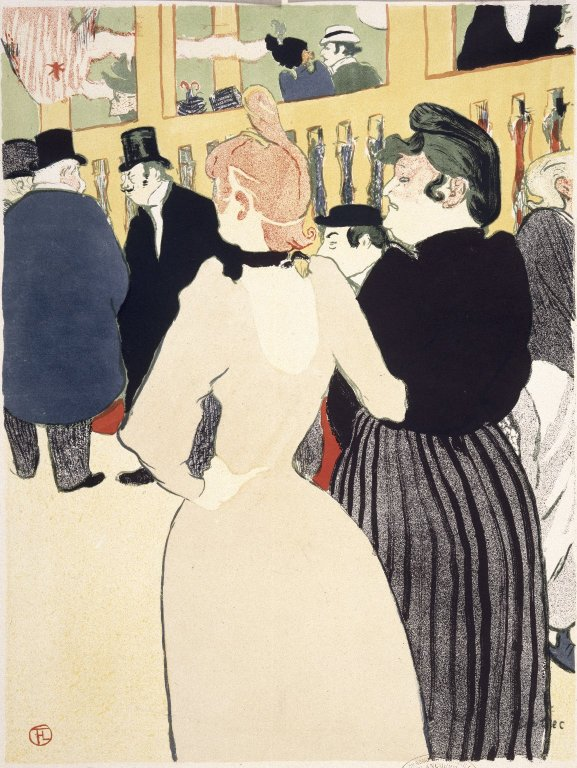
Henri de Toulouse-Lautrec, Au Moulin Rouge, v. 1892.
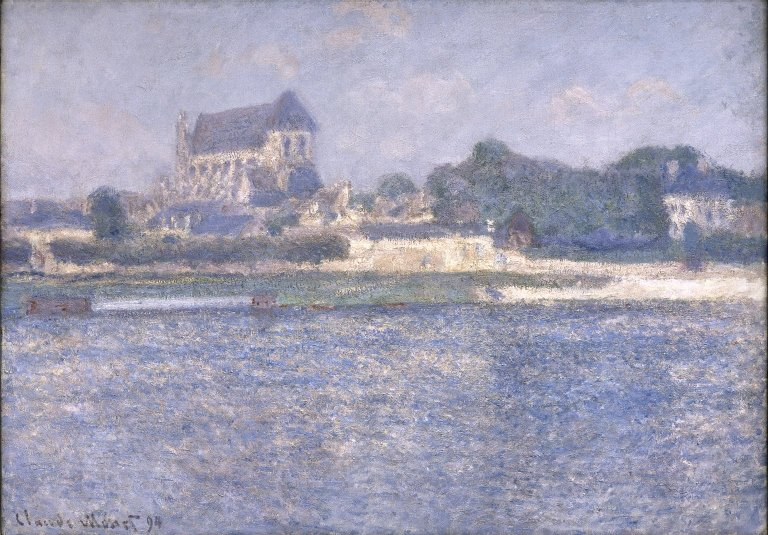
Claude Monet, L'Église de Vernon, 1894.
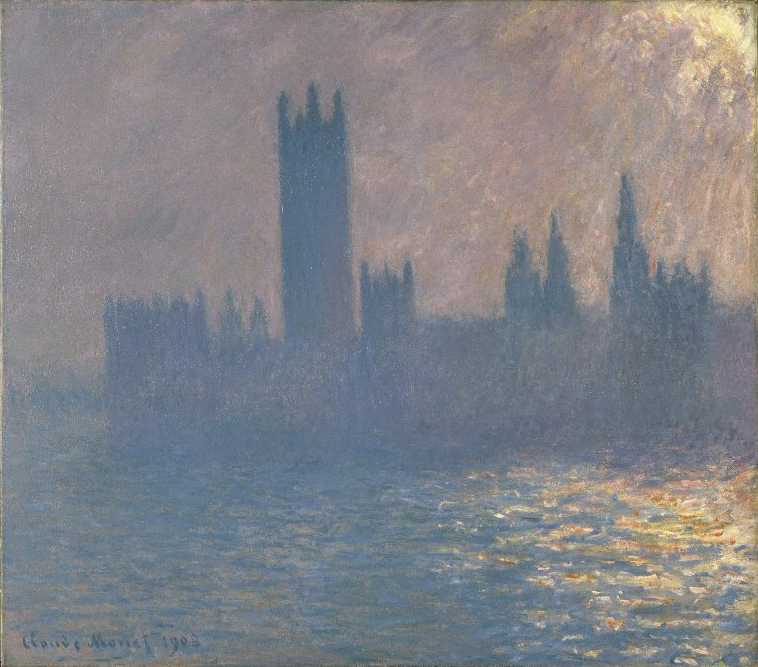
Claude Monet, Le Parlement, effet de soleil, 1903.
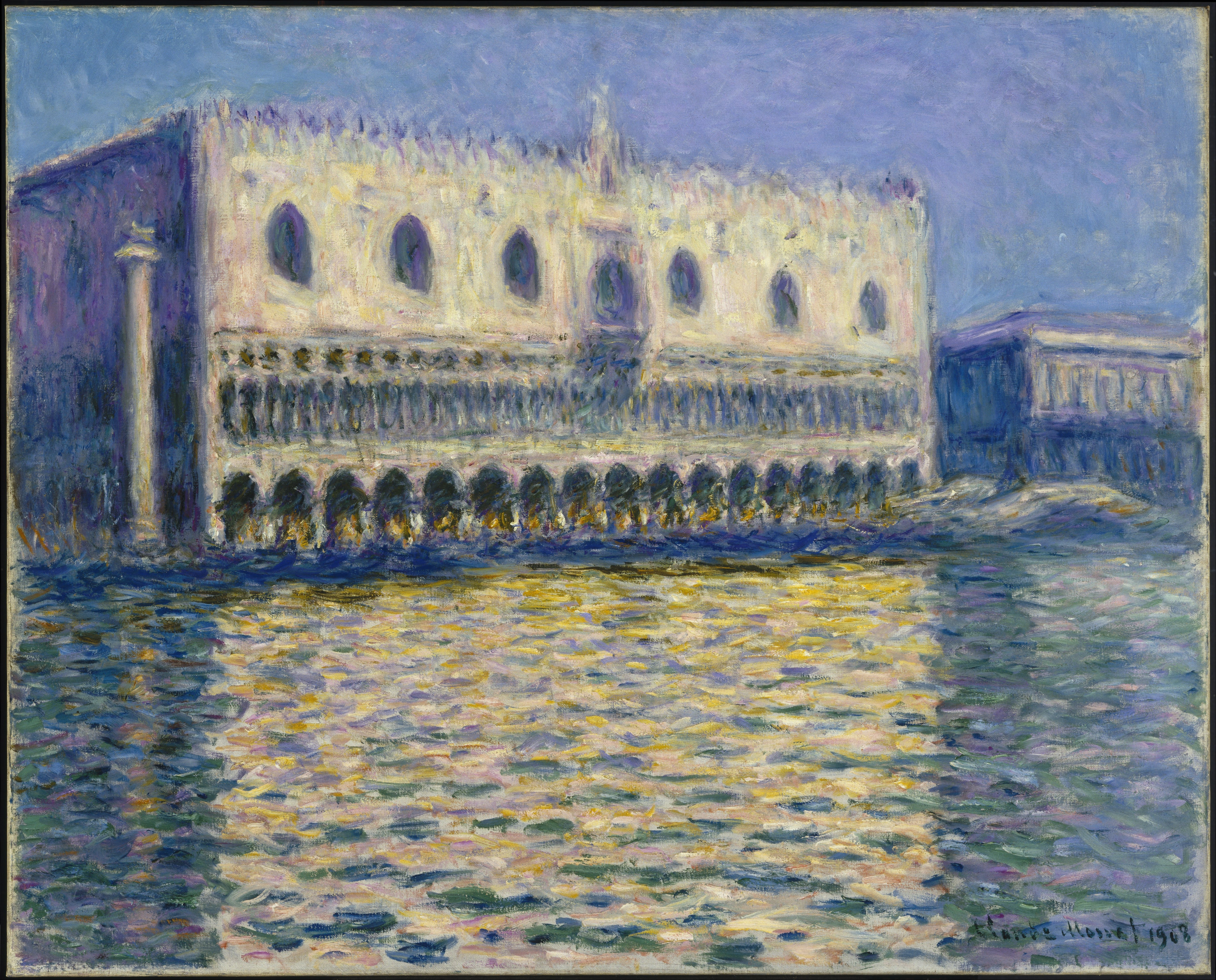
Claude Monet, Le Palais ducal, 1908.
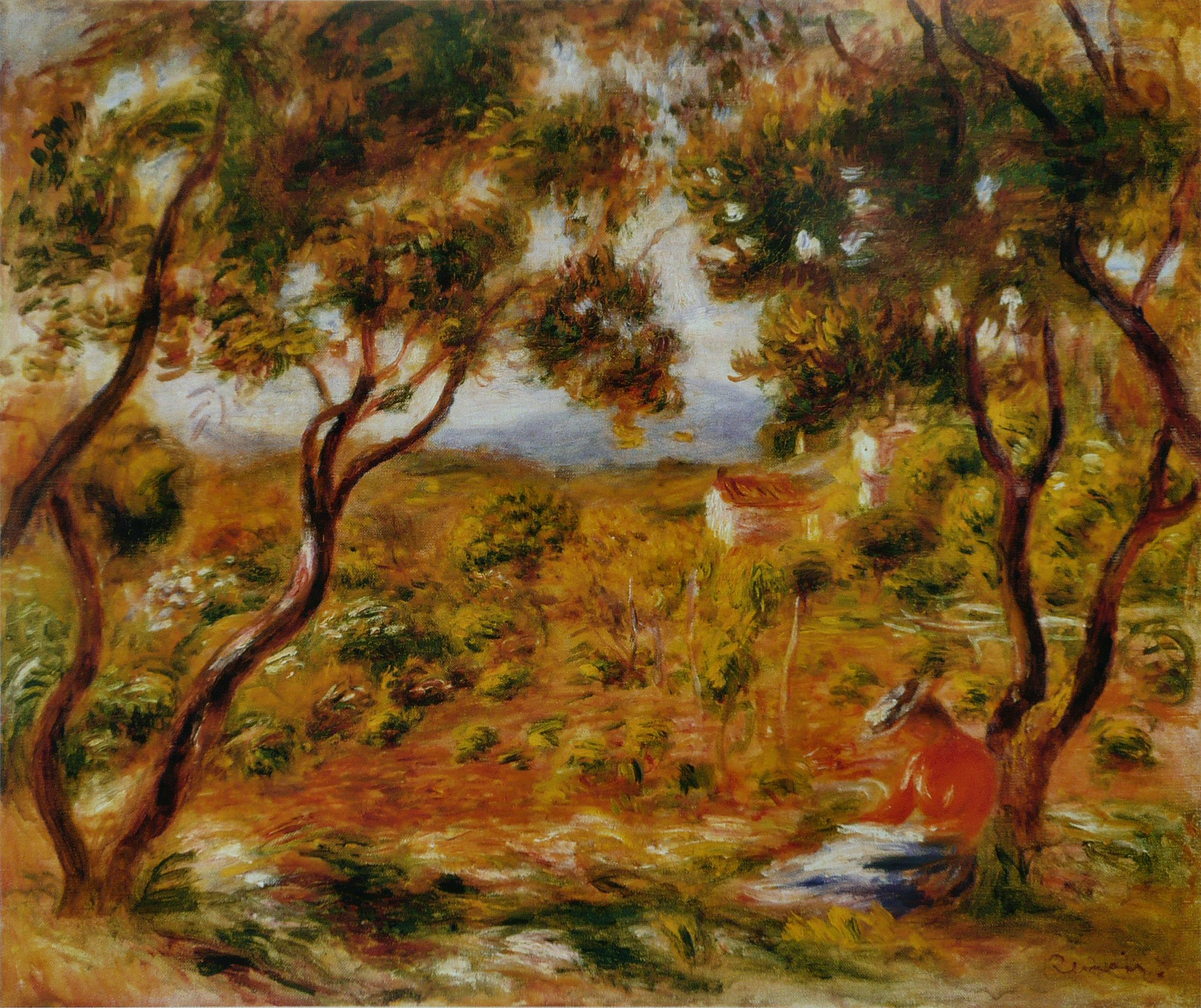
Auguste Renoir, Les Vignes à Cagnes, 1908.
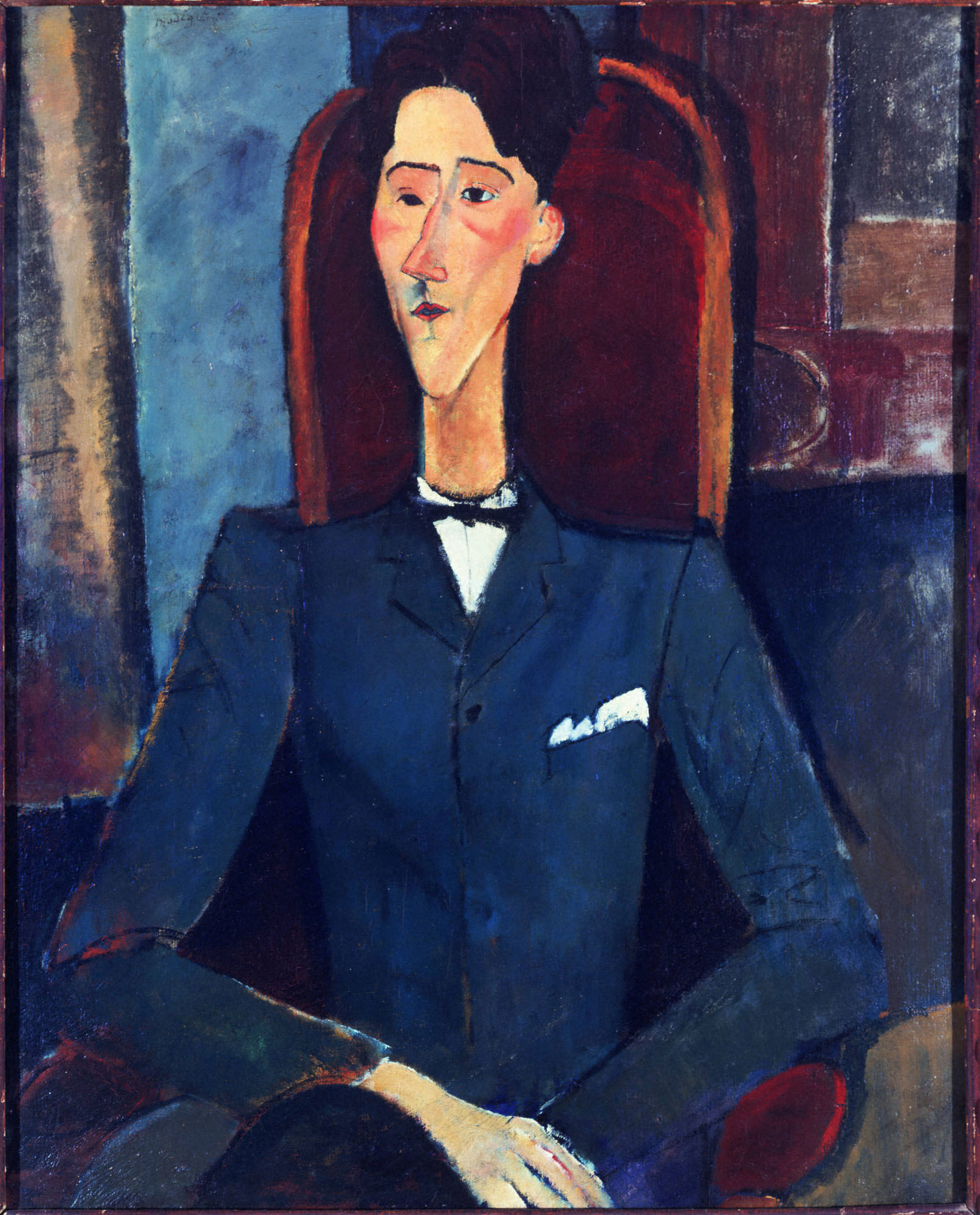
Amedeo Modigliani, Jean Cocteau, 1916.

### Arts islamiques
Le musée possède des objets d'art et des textes historiques produits par des artistes musulmans.

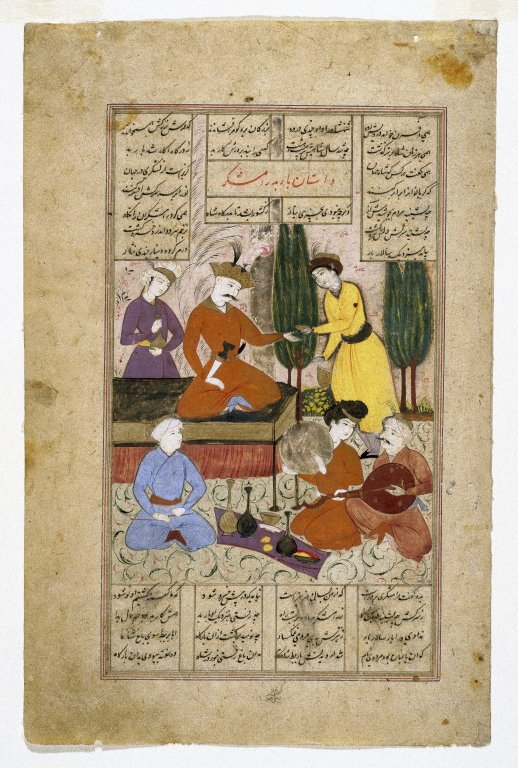
Bahram Gur et ses courtisans, divertis par Barbad le musicien, page du Livre des rois de Ferdowsi.
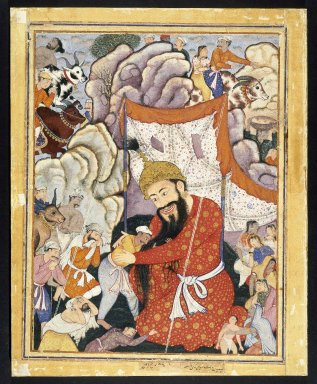
Zumurrud Shah se réfugie dans les montagnes, v. 1570.
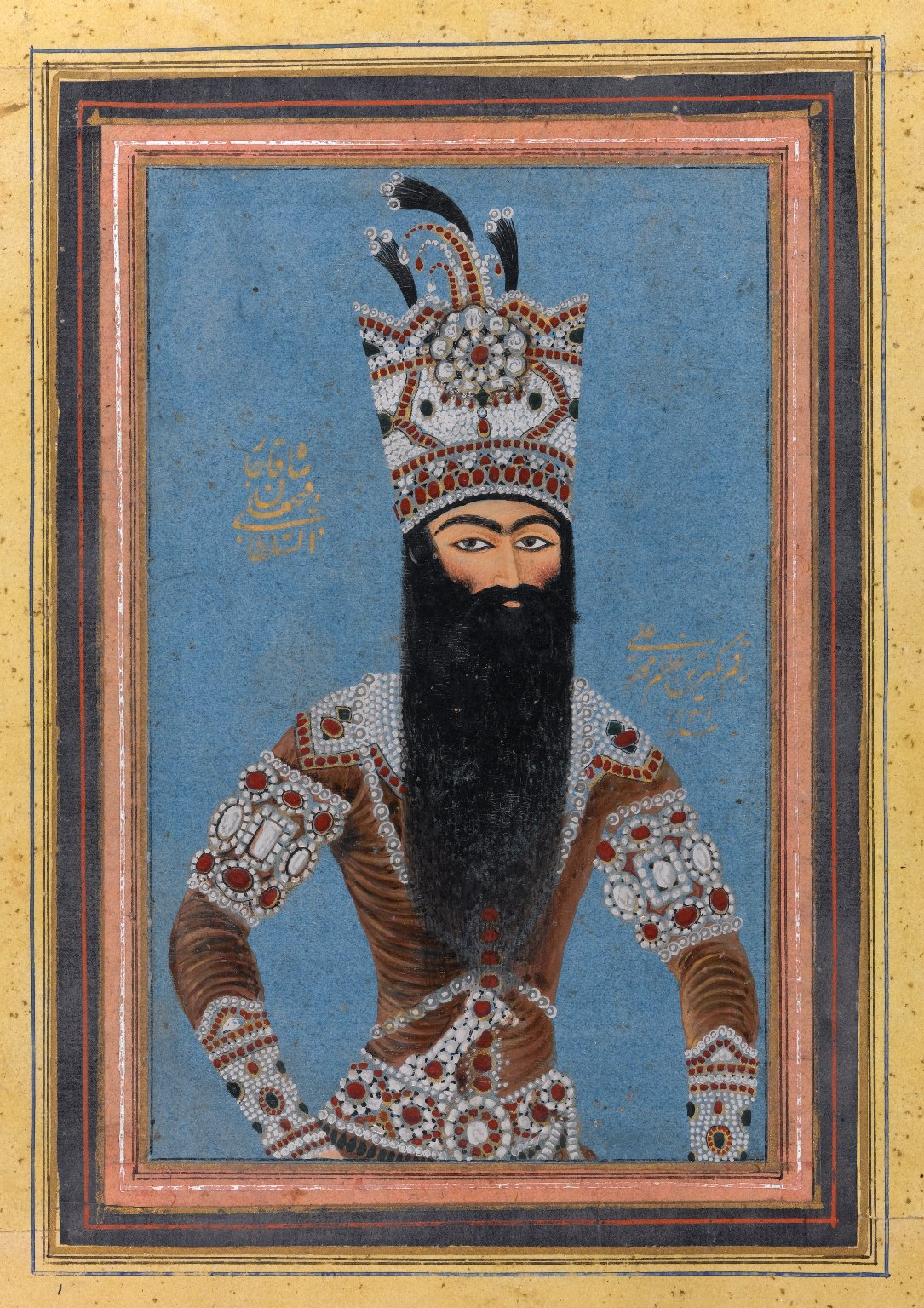
Mihr Ali (artiste iranien, actif vers 1800–1830). Portrait de Fath Ali Chah Qadjar, 1815.
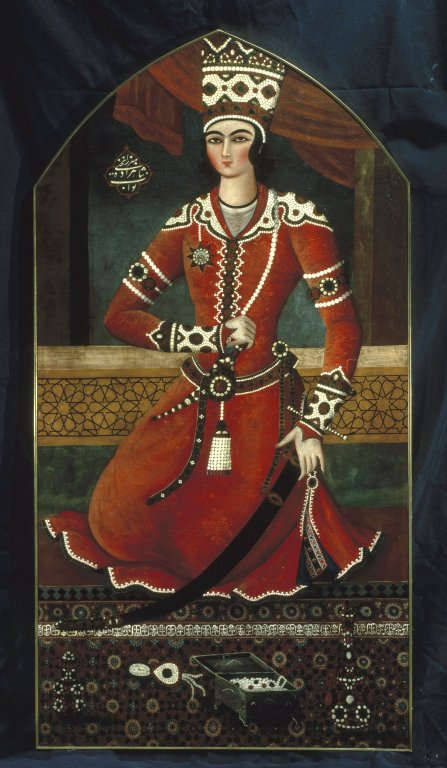
Muhammad Hasan (artiste persan, actif de 1808 à 1840). Le Prince Yahya, années 1830.
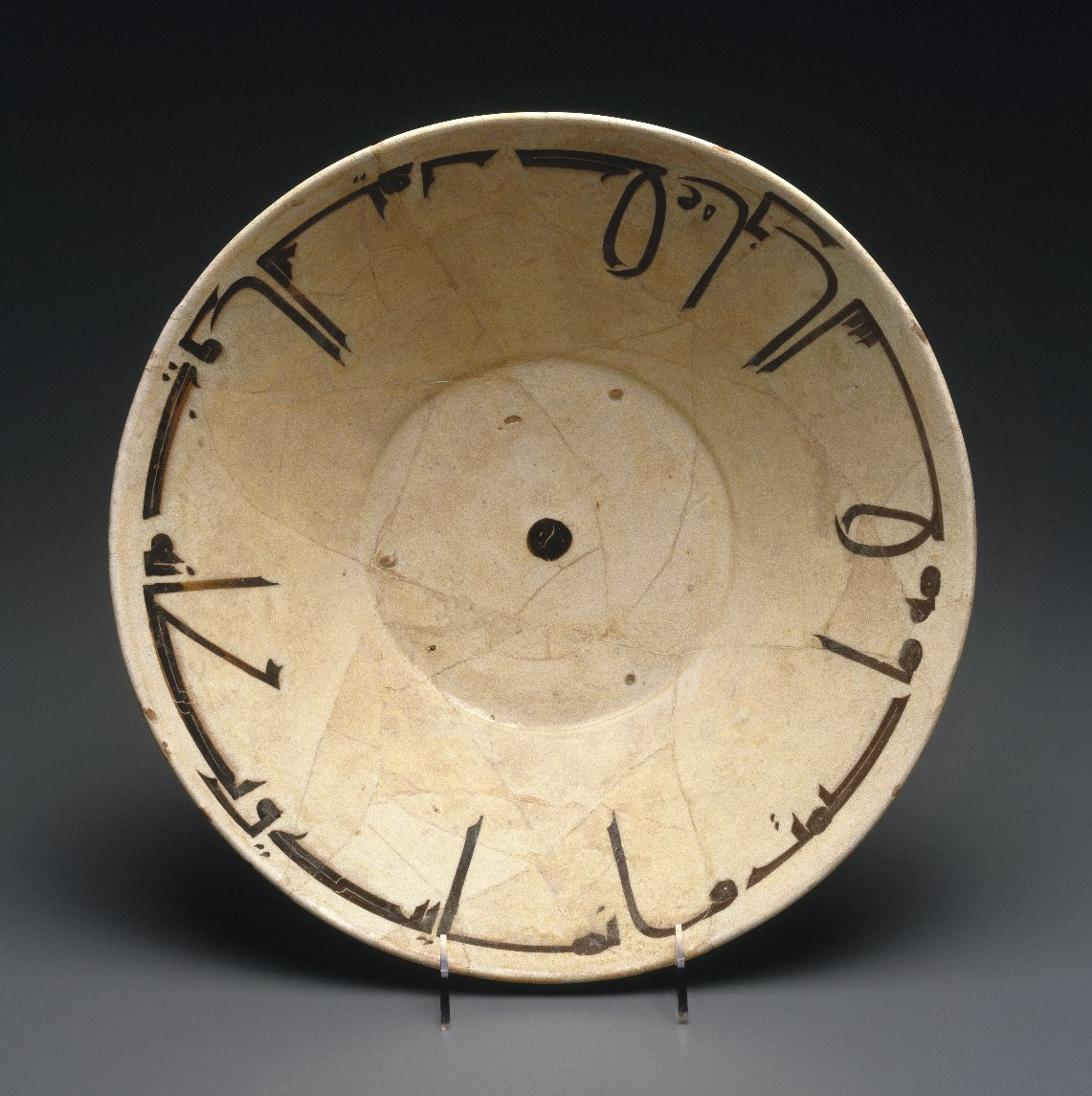
Bol avec inscription coufique, Xe siècle.

### Sculptures
Le musée possède également une collection de sculptures couvrant l'Afrique, l'Asie, l'Europe, l'Amérique, depuis l'Egypte et le Proche-Orient antiques.

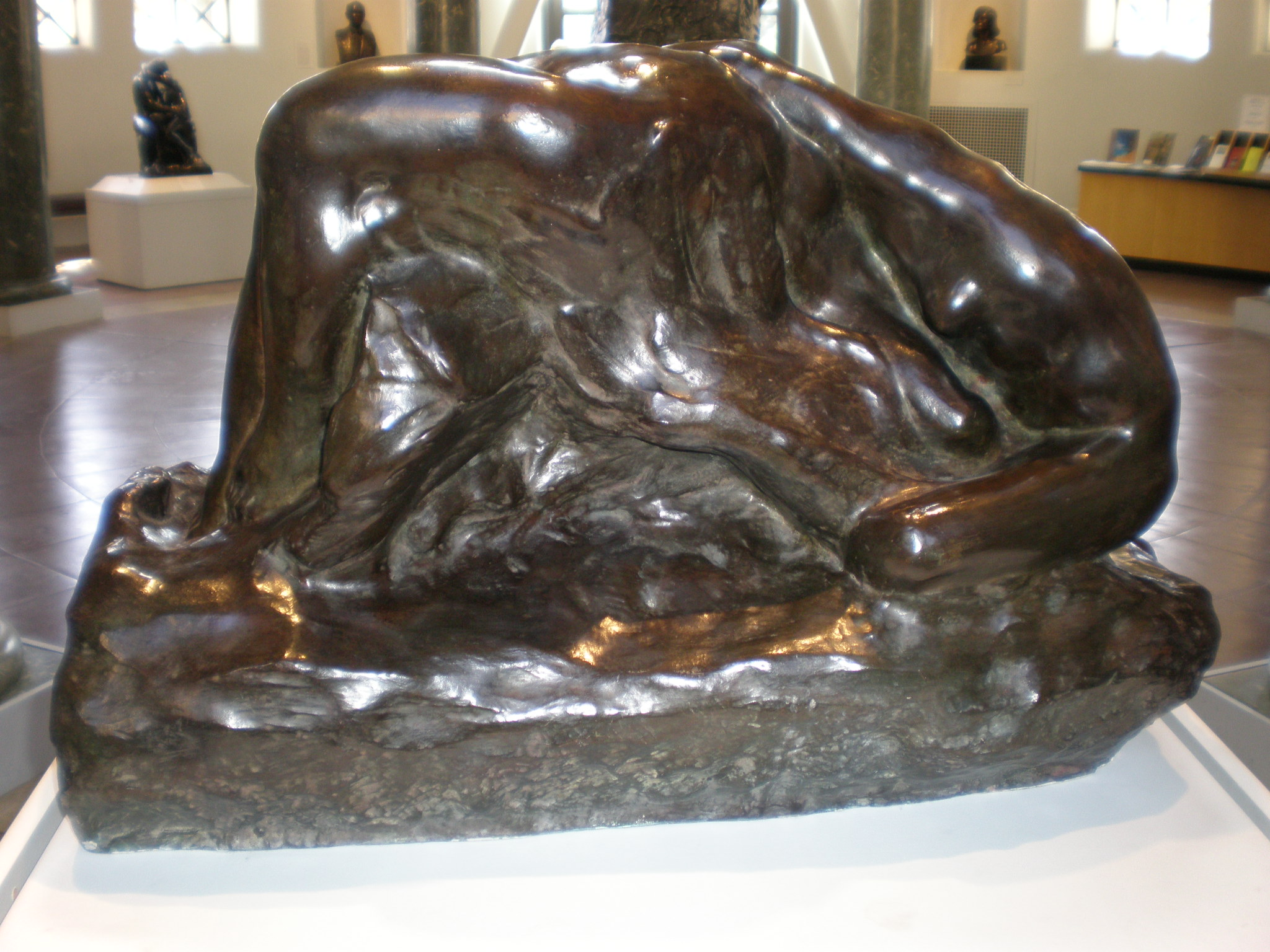
Illusions reçues par la Terre de Auguste Rodin.
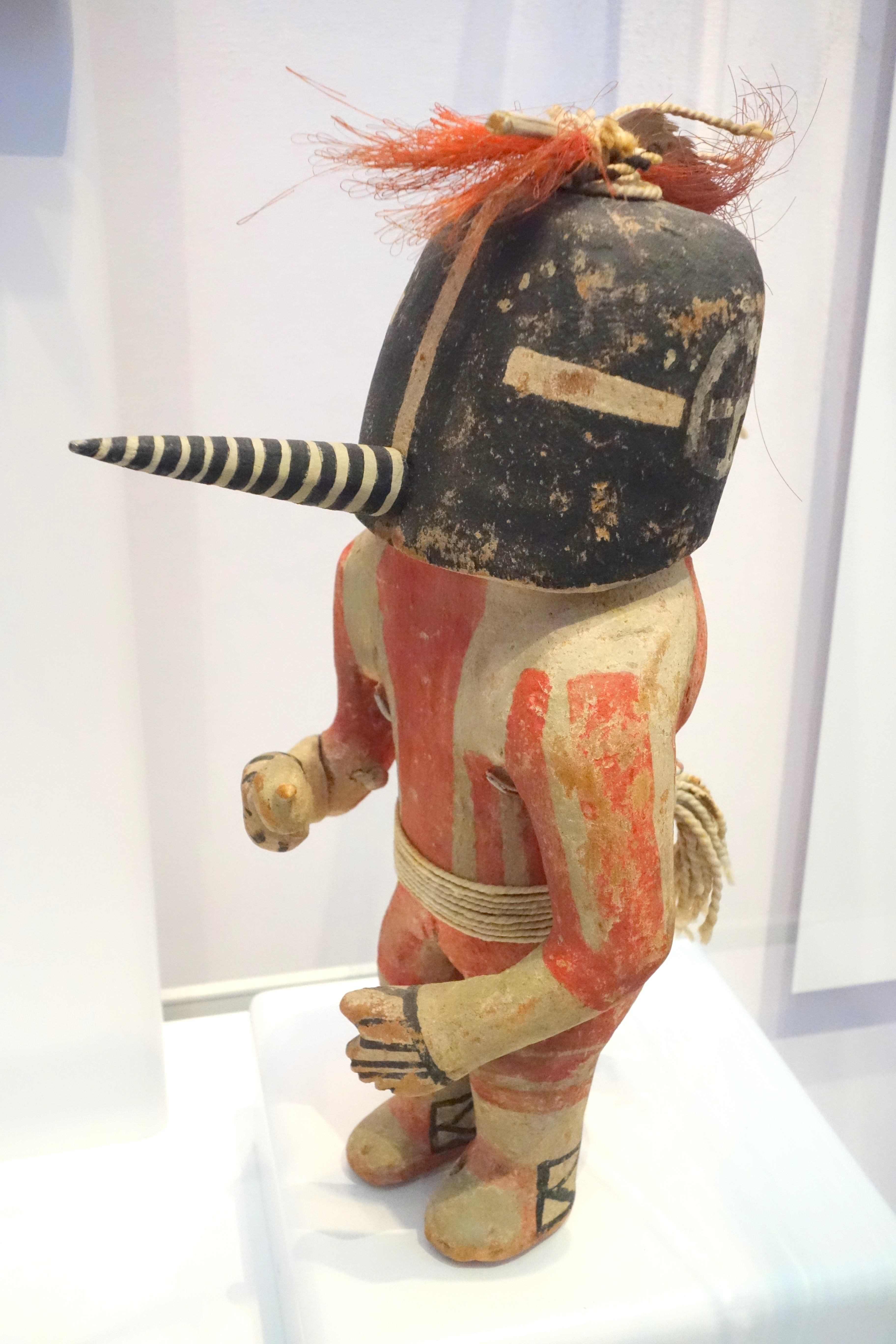
Poupée Kokopelli.
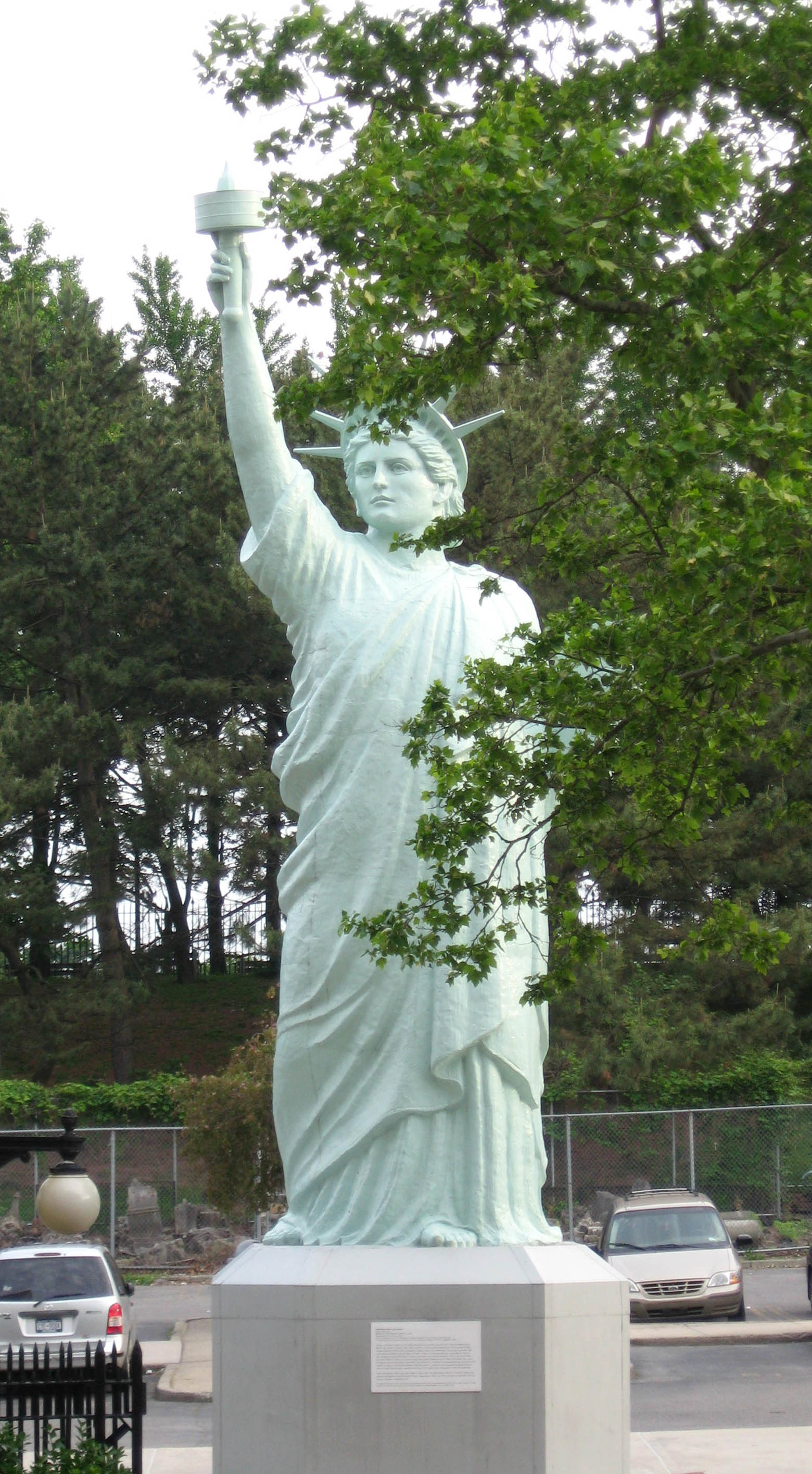
Statue de la Liberté
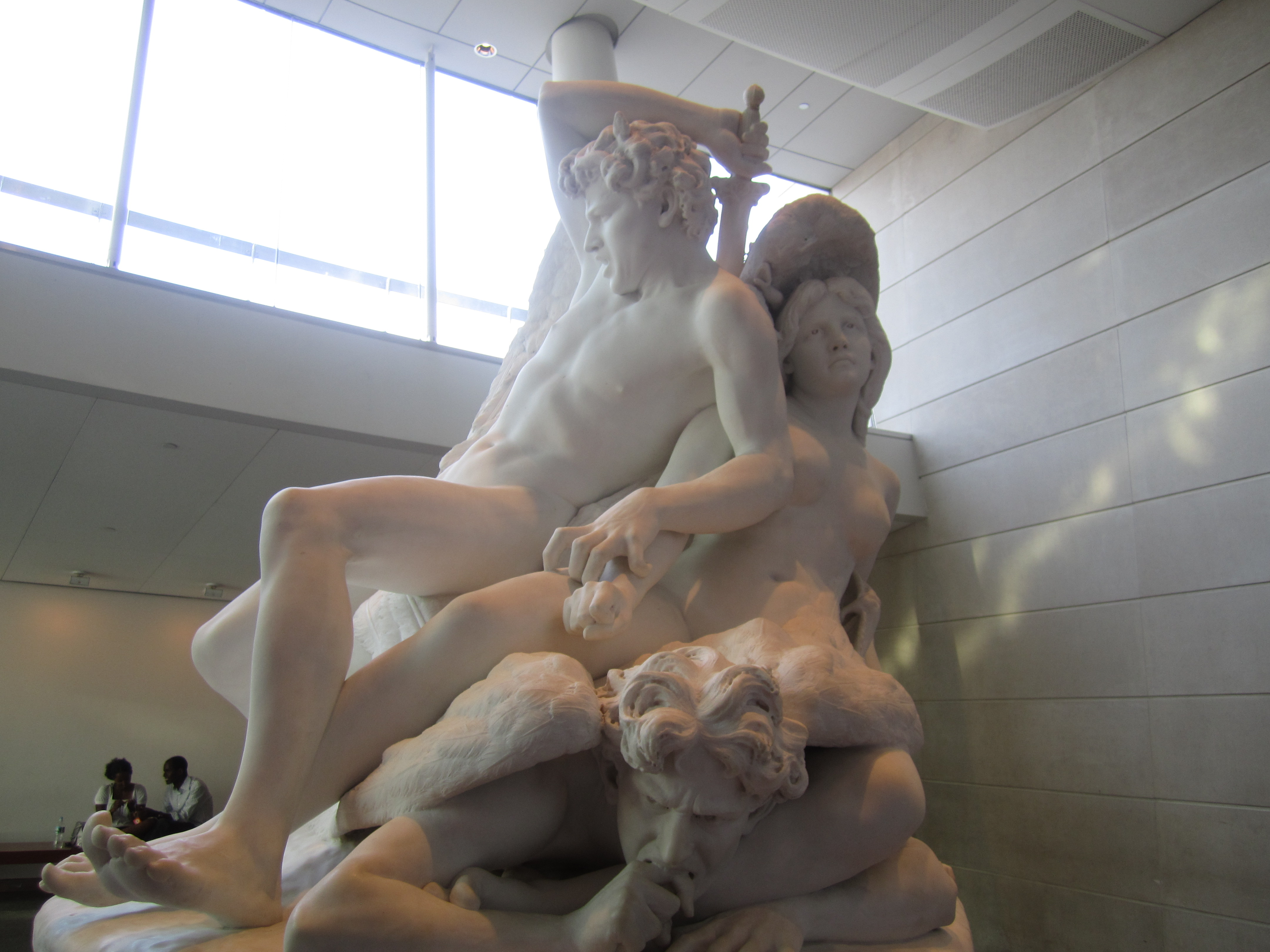
"The Fallen Angels" par Albano.

## Expositions
- Kevin Larmee : Lithographie, Cigarette (1985)
- Annie Leibovitz, A Photographer's Life, 1990-2005, 2006